# Mujeres artistas

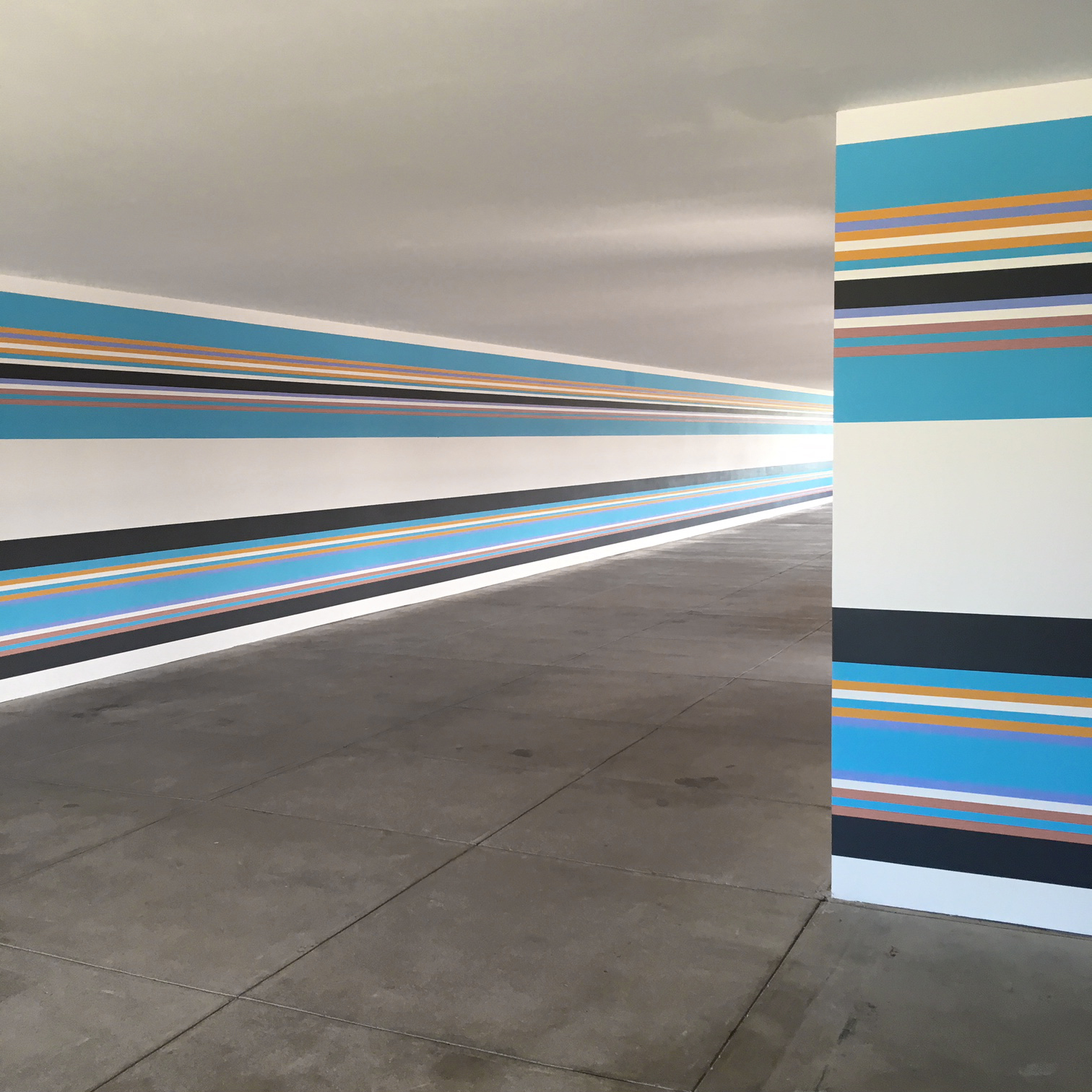
Bridget Riley, Rayo de Color, 2017-2019 Fundación Chinati, Marfa, Texas

Aunque las mujeres han participado en la creación del arte a lo largo de la historia, su obra, en comparación con la de sus homólogos masculinos, ha sido a menudo oscurecida, pasada por alto e infravalorada. El canon occidental históricamente ha valorado más las obras de hombres que las de mujeres. Muchas de sus obras han sido atribuidas erróneamente a hombres. El reconocimiento del trabajo de las mujeres artistas continua expandiéndose al continuar produciendo obras que complican y desafían los conocimientos de la gente. Los estereotipos predominantes sobre los sexos han hecho que ciertas disciplinas, como el arte textil, se asocien principalmente con la mujer, a pesar de que en el pasado eran categorías, como la cerámica, en las que participaban tanto hombres como mujeres. Además, las disciplinas artísticas que sufren esta distinción son, como en el caso de las artes textiles y del tejido, reducidas a la categoría de artes y oficios, en lugar de bellas artes. Las artistas se han enfrentado a múltiples desafíos debido a los sesgos de género en el mundo de las bellas artes. A menudo han encontrado dificultades para formarse, propagar y comercializar su trabajo, así como para obtener reconocimiento. A finales de los años 60 y 70, artistas feministas e historiadoras del arte crearon un movimiento artístico feminista que aborda abiertamente el papel la mujer, especialmente en el mundo del arte occidental. Cómo se percibe, evalúa o se considera el arte en el mundo en función del género. Además, explora el papel de las mujeres tanto en la historia del arte como en la sociedad.

## Prehistoria

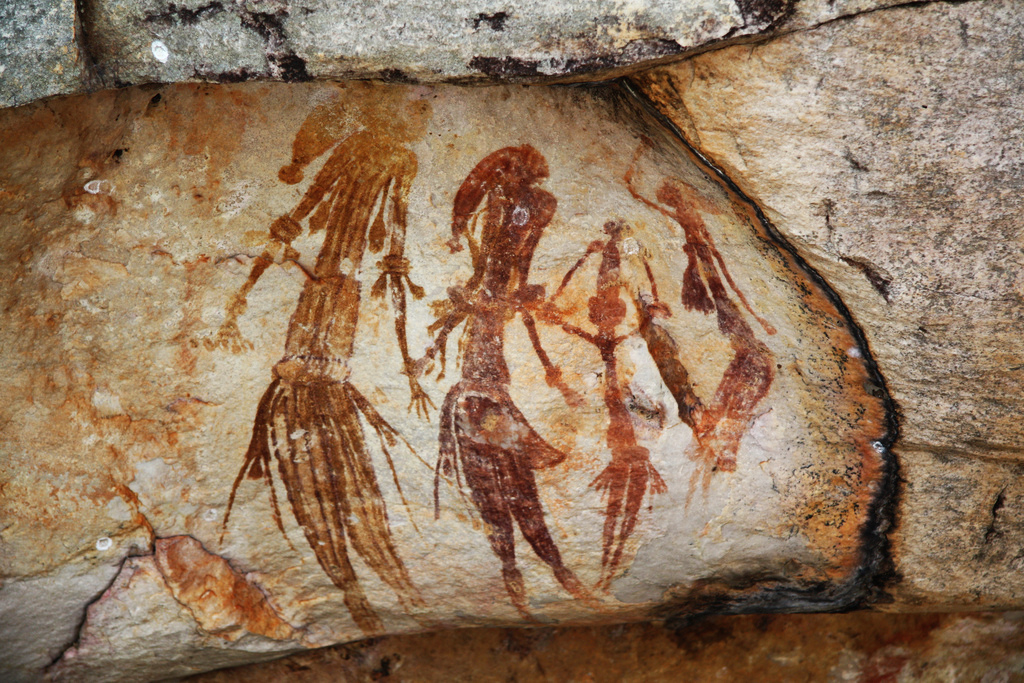
Pinturas rupestres de Gwion Gwion encontradas en el noroeste de la región de Kimberley del oeste de Australia

No hay registros de quiénes eran los artistas de la época prehistórica, pero los estudios de los primeros etnógrafos y antropólogos culturales indican que las mujeres solían ser las principales artesanas de las culturas neolíticas, en las cuales crearon cerámica, telas, cestas, superficies pintadas y joyas. Colaborar en grandes proyectos era común, si no lo habitual. Si se extrapola a las obras de arte y habilidades de la era paleolítica, todo apunta a que estas culturas siguieron patrones similares. Las pinturas rupestres de la prehistoria tienen a menudo huellas de mano humanas, de las cuales el 75 % se pueden identificar como pertenecientes a mujeres.

### Arte cerámico
Hay un largo historial de arte cerámico en casi todas las culturas desarrolladas, y a menudo los objetos cerámicos son toda la evidencia artística que queda de culturas desaparecidas, como la de Nok, en África, hace más de 3000 años. Algunas de las culturas especialmente conocidas por su cerámica son la cultura china, la cretense, la griega, la persa, la maya, la japonesa y la coreana, así como las culturas occidentales modernas. Hay evidencia de que la cerámica fue inventada independientemente en varias regiones del mundo, como Asia oriental, el África subsahariana, Oriente Próximo y las Américas. Se desconoce quiénes eran los artesanos.

## Historia antigua

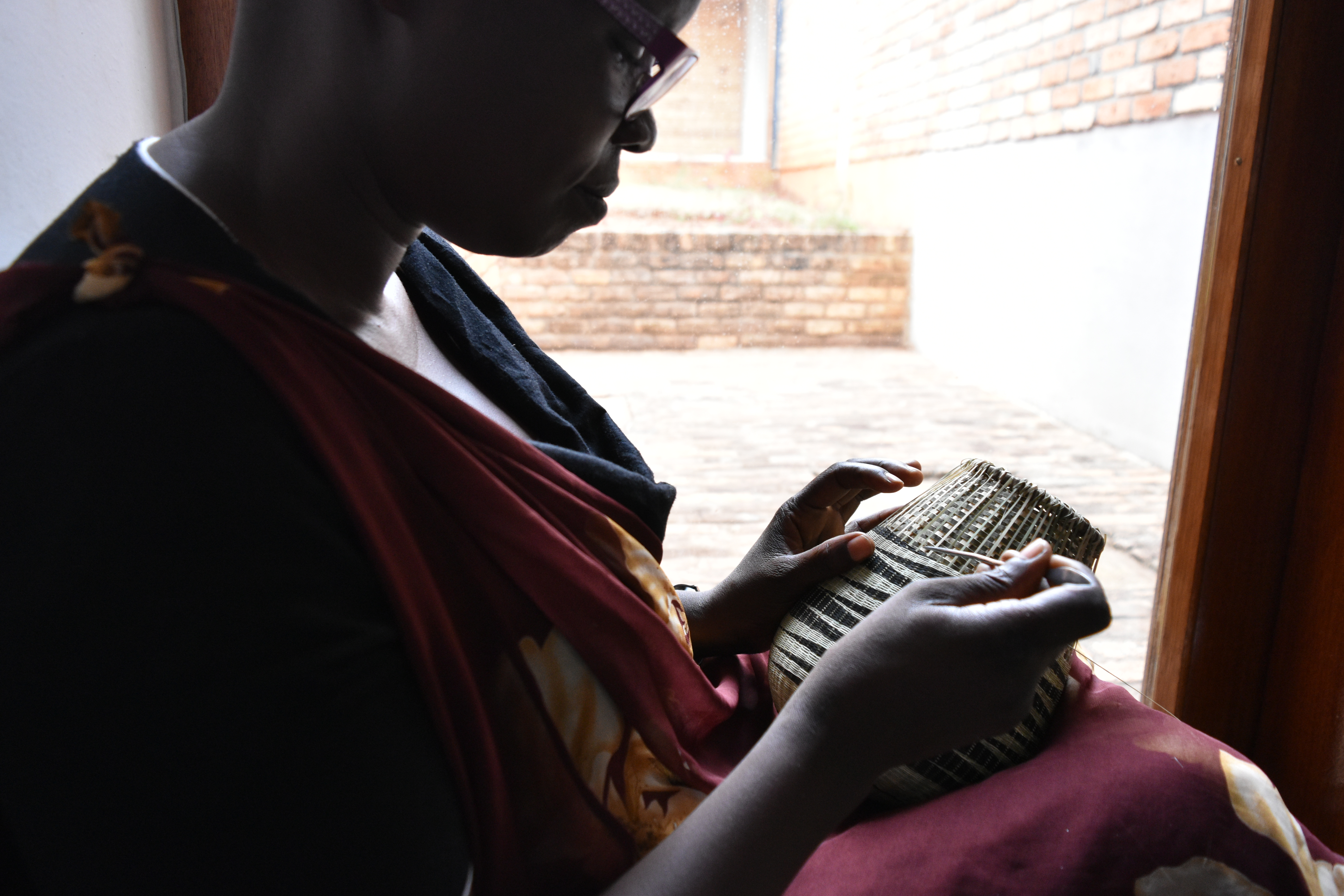
Trenzado tradicional de cestas en Ruanda y Burundi

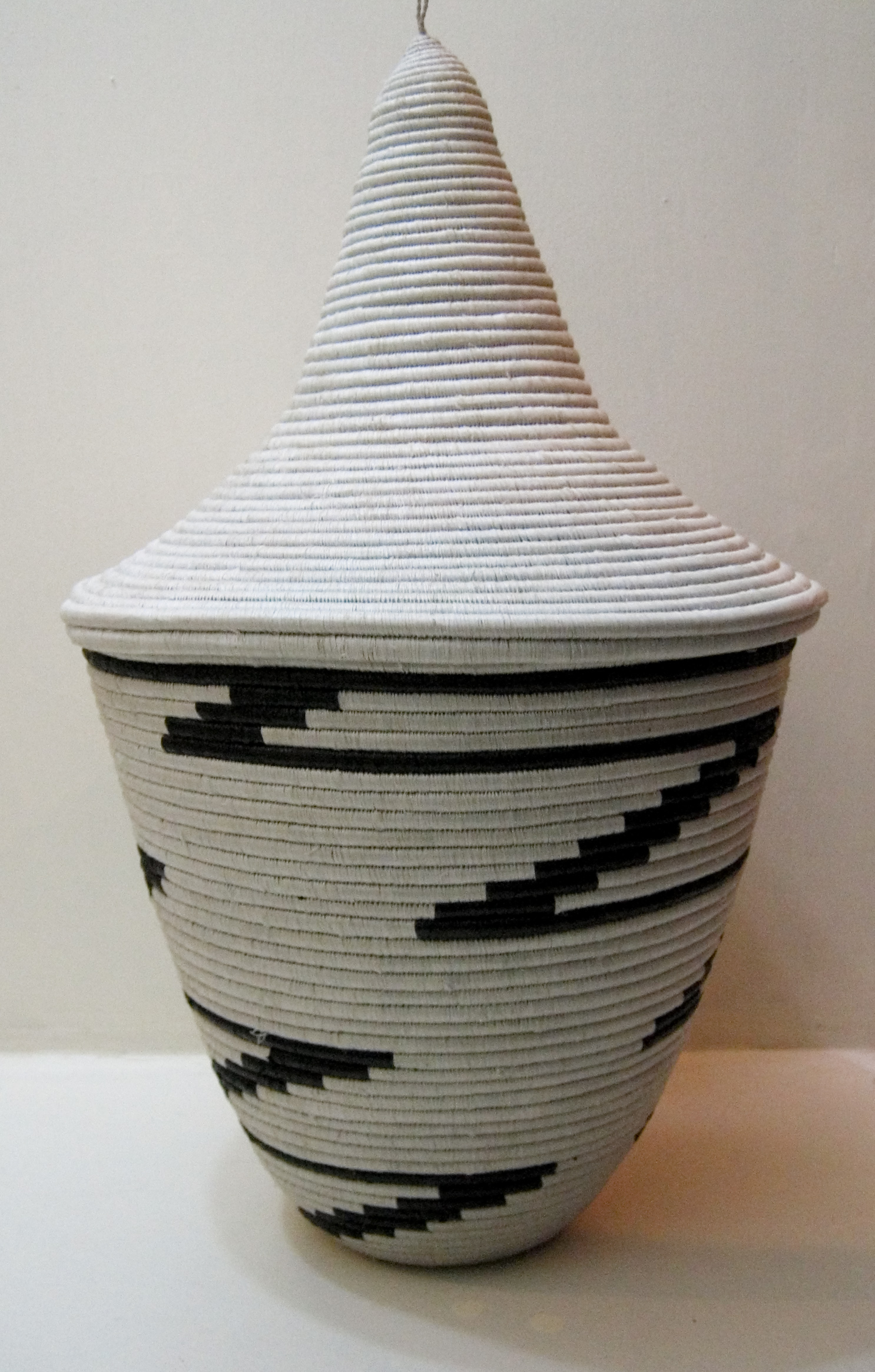
Igiseke, trenzado tradicional de cestas hecho por mujeres en el Valle del Rift

### El continente africano
El arte geométrico Imigongo proviene de Ruanda, en el este de África, y está asociado con el histórico estatus sagrado de la vaca. Surgió de mezclar estiércol de vaca con cenizas y arcilla y el uso de tintes naturales. La paleta está limitada a los colores vivos de la tierra. Este arte está tradicionalmente asociado con mujeres artistas, al igual que el arte de la zona de tejer cestas con sus propios frisos regulares.

### India
«Durante unos tres mil años, las mujeres (y solo las mujeres) de Mithila han pintado cuadros de adoración a los dioses y diosas del panteón hindú. No es exagerado, pues, decir que este arte es la expresión más genuina de la civilización India».

### Europa clásica y Oriente Medio
Los primeros registros de las culturas occidentales rara vez mencionan individuos específicos, aunque las mujeres están representadas en todo el arte y algunas aparecen trabajando como artistas. Antiguas referencias de Homero, Cicerón y Virgilio mencionan el rol destacado de la mujer en las artes textiles, poesía, música y otras actividades culturales, sin mencionar a artistas individuales. Entre los primeros registros históricos europeos relativos a artistas concretas está el de Plinio el Viejo, quien escribió sobre varias pintoras griegas, como Helena de Egipto, hija de Timon de Egipto. Algunos críticos modernos piensan que el mosaico de Issos podría no haber sido obra de Filoxeno, sino de Helena de Egipto. Fue de las pocas pintoras mencionadas que podrían haber trabajado en la Antigua Grecia, aclamada por haber creado una pintura de la batalla de Issos que colgó en el Templo de la Paz durante la época de Vespasiano. Otras mujeres que incluye son Timarete, Irene, Calipso, Aristareta, Iaia y Olimpia. Aunque solo una parte de las obras de cerámica de la Antigua Grecia sobreviven, en la colección Torno, en Milán, está la hidria de Caputi. Se atribuye al pintor de Leningrado, de alrededor del 460-450 a. C., y muestra a mujeres y hombres trabajando en un taller donde pintaban vasijas.

## Europa

### Período medieval

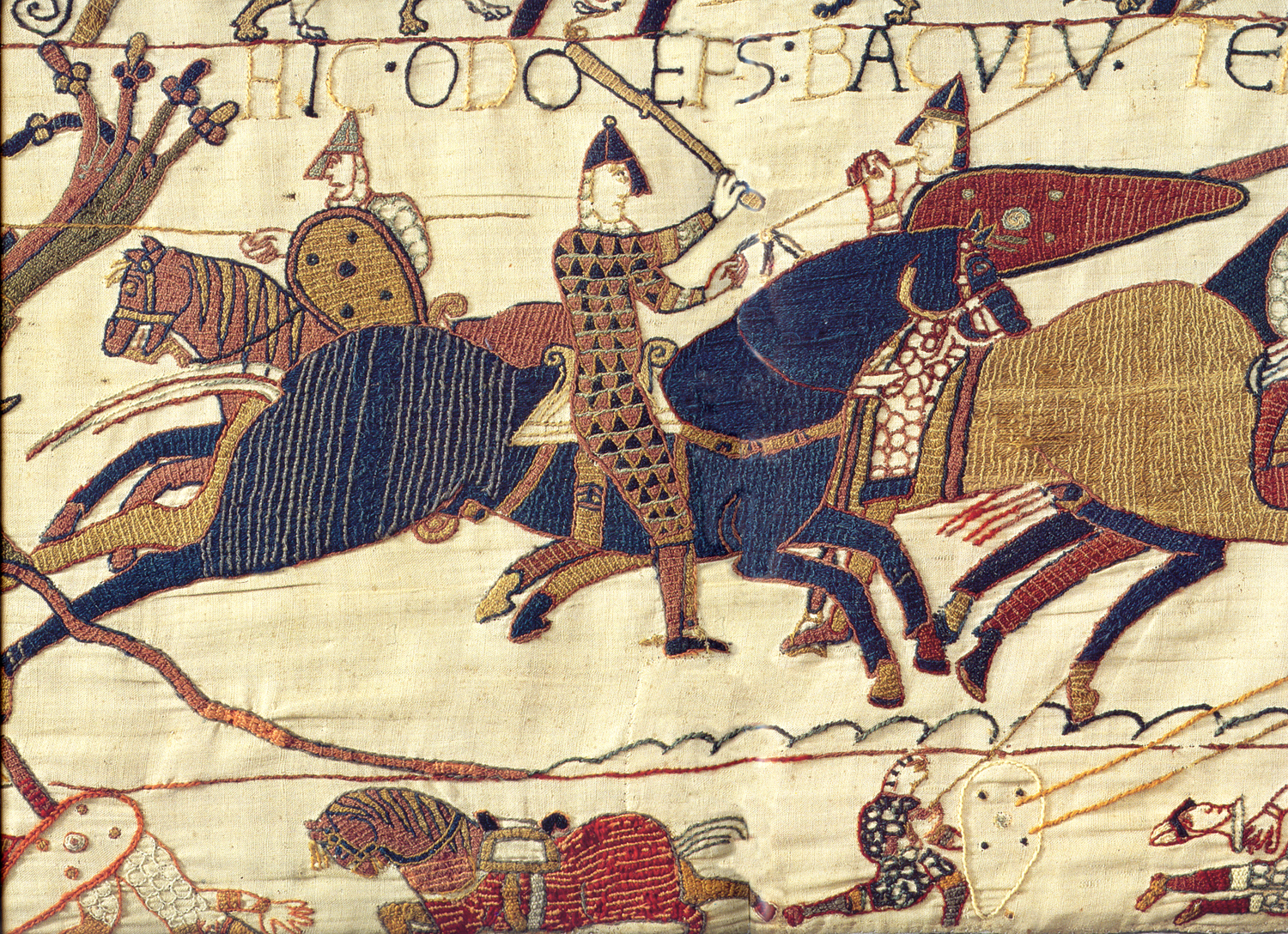
Escena del Tapíz de Bayeux que ilustra a Odo, Obispo de Bayeux, reuniendo a las tropas del duque Guillermo el Conquistador durante la Batalla de Hastings in 1066
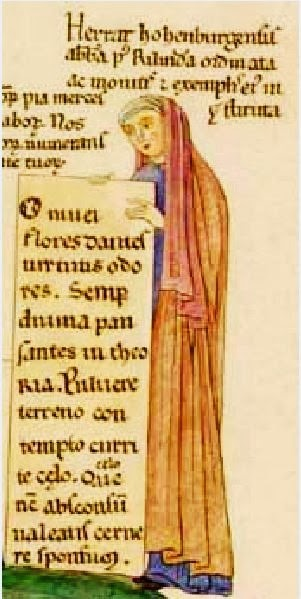
Herrada de Landsberg, Autorretrato de Hortus deliciarum, alrededor de 1180
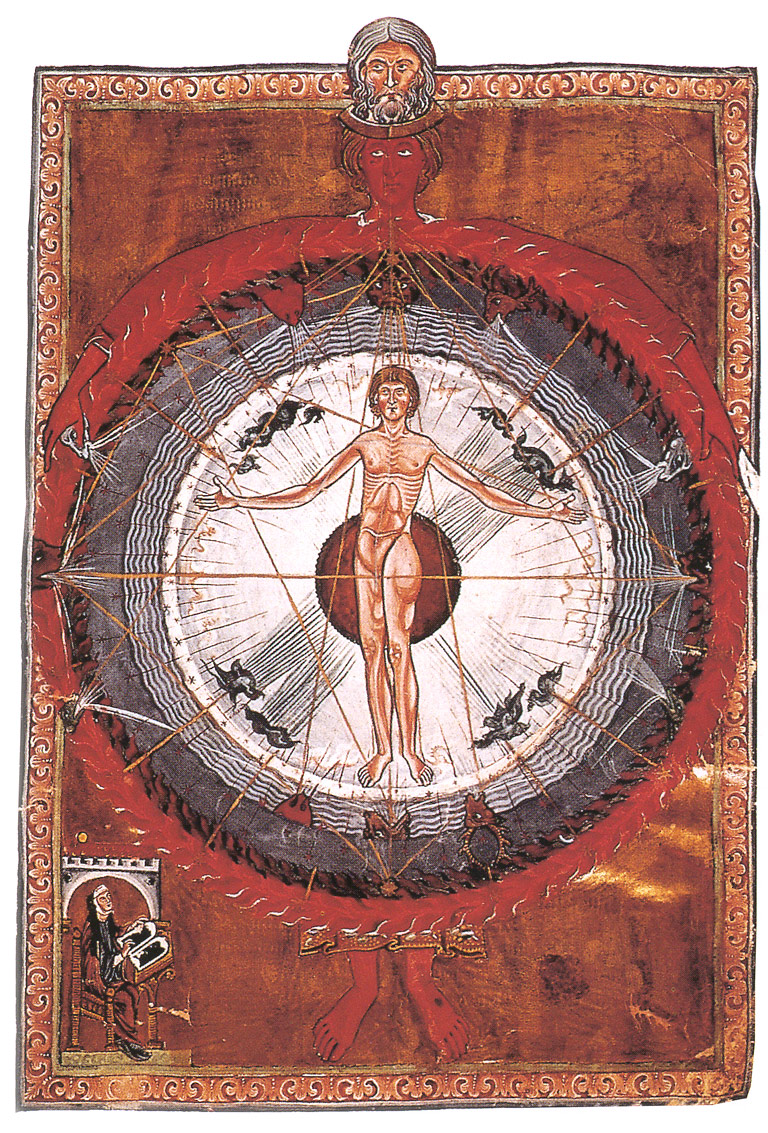
Hildegarda de Bingen, "El hombre universal" ilustración del Liber Divinorum Operum de Hildegarda, 1165

Entre las artistas del período medieval se encuentran Claricia, Diemudus, Ende, Guda, Herrada de Landsberg e Hildegarda de Bingen. En la Alta Edad Media, era frecuente que mujeres y hombres trabajaran juntos. Las ilustraciones de los manuscritos, los bordados y los capiteles tallados son claros ejemplos del trabajo artístico de las mujeres en esa época. Los documentos muestran que también eran cerveceras, carniceras, comerciantes de lana y ferreteras. Los artistas de este período, incluidas las mujeres, pertenecían a una pequeña parte de la sociedad cuyo estatus les permitía librarse de los trabajos más arduos. Las artistas solían pertenecer a dos clases cultas: aristócratas ricas o monjas. A menudo, las mujeres de la primera clase bordaban y tejían; las de la otra clase, solían ilustrar manuscritos.
En esos tiempos hubo una serie de talleres de bordado en Inglaterra, concretamente en Canterbury y Winchester. El opus anglicanum, o bordado inglés, ya era famoso en toda Europa (un inventario papal del siglo XIII contó más de doscientos piezas). Se cree que la mayor parte de las piezas fueron elaboradas por mujeres.

#### El tapiz de Bayeux
Uno de los bordados más famosos (no es un tapiz) del período medieval es el tapiz de Bayeux, que fue bordado con lana sobre nueve paneles de lino y tiene 70 metros de largo. Su casi setenta escenas narran la batalla de Hastings y la conquista normanda de Inglaterra. El tapiz de Bayeux podría haber sido creado en un taller comercial por una mujer de la realeza o aristócrata y su séquito, o en el taller de un convento. Sylvette Lemagnen, conservadora del tapiz, afirma en su libro de 2005 La Tapisserie de Bayeux:
El tapiz de Bayeux es uno de los logros supremos del románico normando.... Que haya sobrevivido casi intacto durante nueve siglos es poco menos que milagroso... Su excepcional longitud, la armonía y la frescura de sus colores, su exquisita mano de obra y la genialidad del espíritu que lo inspira se combinan para hacerlo completamente fascinante.

### Baja Edad Media
En el siglo XIV se documenta un taller real, localizado en la Torre de Londres, aunque puede que hubieran existido otros talleres anteriores. La ilustración de manuscritos nos descubre a muchas de las llamadas artistas medievales, como Ende, una monja española del siglo X, Guda, una monja alemana del siglo XII, y Claricia, una mujer seglar del siglo XII en un escritorio bávaro. Estas mujeres, y muchas más ilustradoras anónimas, se beneficiaron de los conventos como centro principal de aprendizaje para las mujeres de la época y la opción más asequible para las intelectuales.
En muchas partes de Europa, con las reformas gregorianas del siglo XI y el crecimiento del feudalismo, las mujeres se enfrentaron a muchas restricciones a las que no se habían enfrentado en la Alta Edad Media. Con estos cambios sociales, el estatus de los conventos cambió. En las islas británicas, la conquista normanda marcó el comienzo del declive gradual de los conventos como sedes de aprendizaje y lugares donde las mujeres podían ganar poder. Los conventos fueron puestos bajo control de abades, en lugar de ser encabezados por abadesas, como lo habían sido anteriormente. En la Escandinavia pagana (en Suecia) la única mujer históricamente confirmada como grabadora de runas, Gunnborga, trabajó en el siglo XI.

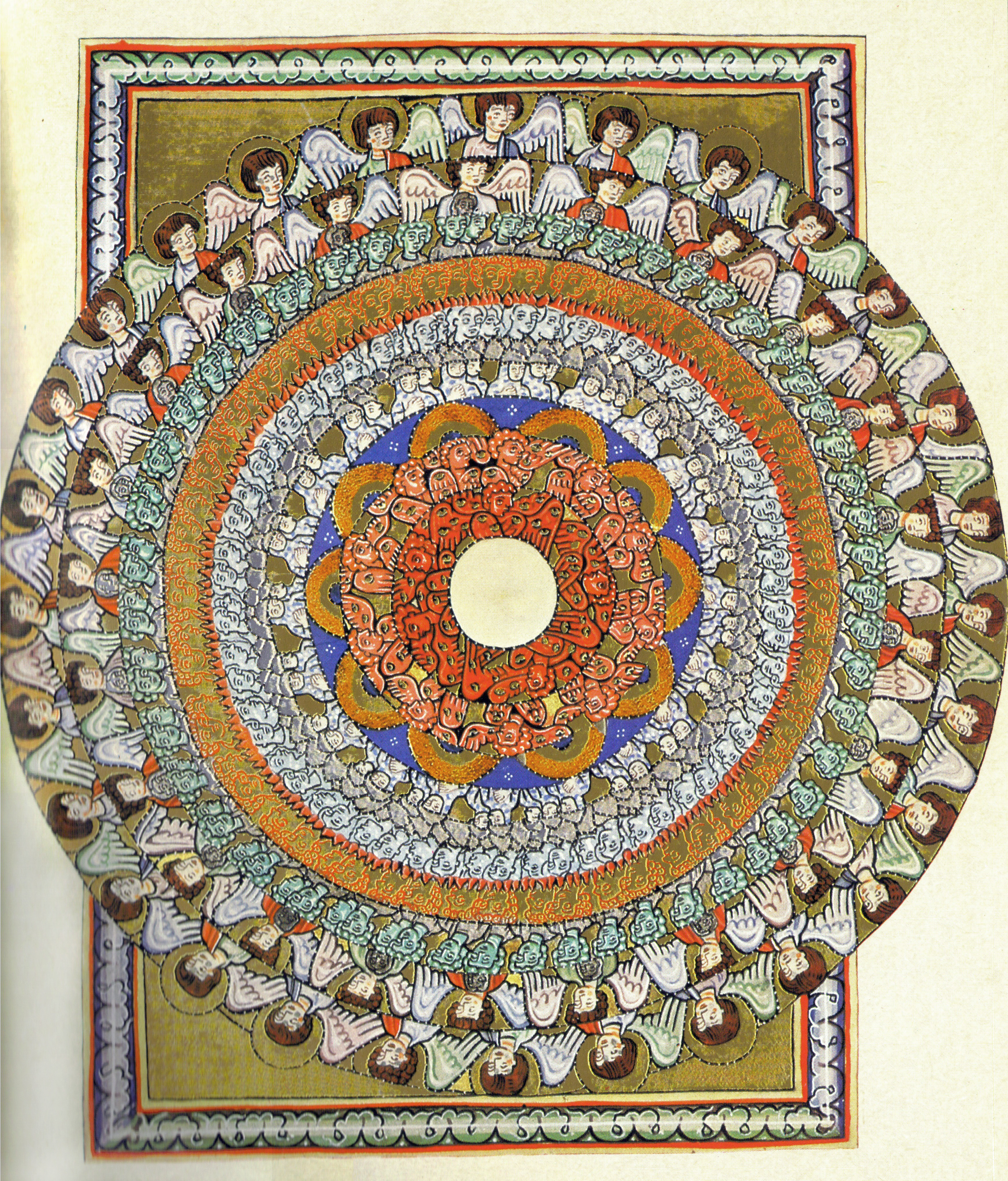
Hildegarda de Bingen Scivias I.6: El coro de los ángeles. De the Rupertsberg manuscript, fol. 38r.

En Alemania, sin embargo, bajo la dinastía sajona, los conventos mantuvieron su posición como instituciones de aprendizaje. Esto podría deberse en parte a que los conventos eran a menudo dirigidos y habitados por mujeres solteras de la realeza y aristócratas. Por lo tanto, las mejores obras de mujeres del periodo tardomedieval tienen su origen en Alemania, como ejemplifican Herrada de Landsberg e Hildegarda de Bingen. Hildegarda de Bingen (1098-1179) es un ejemplo perfecto de intelectual y artista medieval alemana. Escribió Las obras divinas de un hombre sencillo, El libro de los méritos de la vida, sesenta y cinco himnos, un obra de teatro mística, y un largo tratado de nueve libros sobre las diferentes naturalezas de árboles, plantas, animales, aves, peces, minerales y metales. Afirmó tener visiones desde una temprana edad. Cuando el papado apoyó estas afirmaciones de la directora, su posición como intelectual importante se vio impulsada. Las visiones se convirtieron en parte de una de sus obras seminales en 1142, Scivias (Conoce los caminos del Señor), que consiste en treinta y cinco visiones que narran e ilustran la historia de la salvación. Las ilustraciones de Scivias, como se aprecia en la primera de ellas, representan las visiones que tiene Hildegarda mientras está en el monasterio de Bingen. Difieren mucho de otras obras alemanas del mismo período, ya que se caracterizan por sus colores brillantes, énfasis en la línea y formas simplificadas. Aunque es probable que Hildegarda no dibujara las imágenes, su naturaleza idiosincrática hace pensar que fueron creadas bajo su estrecha supervisión.
El siglo XII vio crecer las ciudades en Europa, y crecieron además el comercio, los viajes y las universidades. Estos cambios en la sociedad también ocasionaron cambios en la vida de las mujeres. Se permitió que las mujeres dirigieran los negocios de sus maridos si enviudaban. El Cuento de la comadre de Bath, dentro de Los Cuentos de Canterbury, de Chaucer, relata uno de estos casos. En esta época, también se permitió que las mujeres formaran parte de algunos gremios de artesanos. Los registros de los gremios muestran que las mujeres eran especialmente activas en las industrias textiles de Flandes y el norte de Francia. Los manuscritos medievales tienen muchas anotaciones que describen a mujeres con husos. En Inglaterra, las mujeres fueron las responsables de la creación del opus anglicanum: suntuosos bordados en trajes, para uso litúrgico o uso secular, y varios tipos de colgantes. Las mujeres también se volvieron más activas en la ilustración. Probablemente, numerosas mujeres trabajaron junto a sus maridos o padres, como la hija del maestro Honoré y la hija de Jean le Noir. En el siglo XIII los manuscritos más ilustrados eran producidos en talleres comerciales, y al final de la Edad Media, cuando la producción de manuscritos se había convertido en una industria importante en algunos lugares, se cree que la mayoría de los artistas y escribas, especialmente en París, eran mujeres. El movimiento hacia la imprenta y la ilustración de libros con técnicas de estampación como la xilografía o el grabado, en las que la mujer no parece que estuviera muy involucrada, fueron un revés al progreso de las artistas.
Mientras tanto, Jefimija (1349-1405), una mujer serbia de la nobleza, viuda y monja ortodoxa, se hizo conocida no solo como una poeta que escribió una elegía a su hijo muerto, Uglješa, sino también como una experta costurera y grabadora. La elegía a su amado hijo, que inmortalizó el dolor de todas las madres de luto por sus hijos fallecidos, fue tallada en la parte posterior del díptico (icono de dos paneles que representa a la Virgen y al Niño Jesús) que Teodosije, obispo de Serres, había regalado al bebé Uglješa en su bautismo. El precio de la obra de arte, que ya era valiosa debido al oro, las piedras preciosas y el hermoso tallado en sus paneles de madera, se volvió incalculable tras grabar la elegía de Jefemija en el reverso. En Venecia del siglo XV, se sabía que la hija del artista del vidrio Angelo Barovièr estaba detrás de la creación de un diseño especial de cristal de Murano. Era Marietta Barovier, artista veneciana del cristal. Aparentemente tuvieron que pasar varios siglos antes de que las mujeres pudieran dedicarse al arte del vidrio.

### Renacimiento

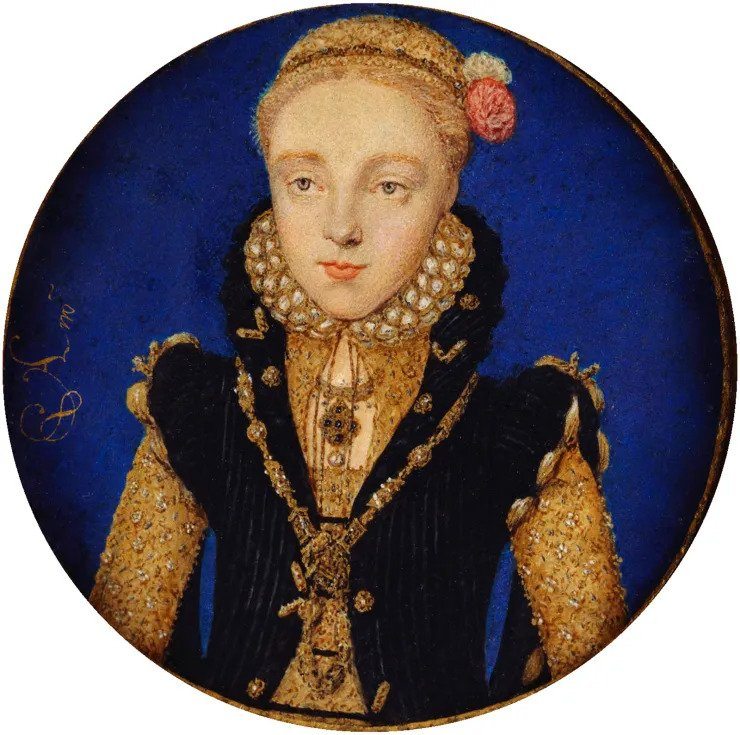
Retrato miniatura de Isabel I de Levina Teerlinc Levina Teerlinc, Retrato de Isabel I. de alrededor del 1565

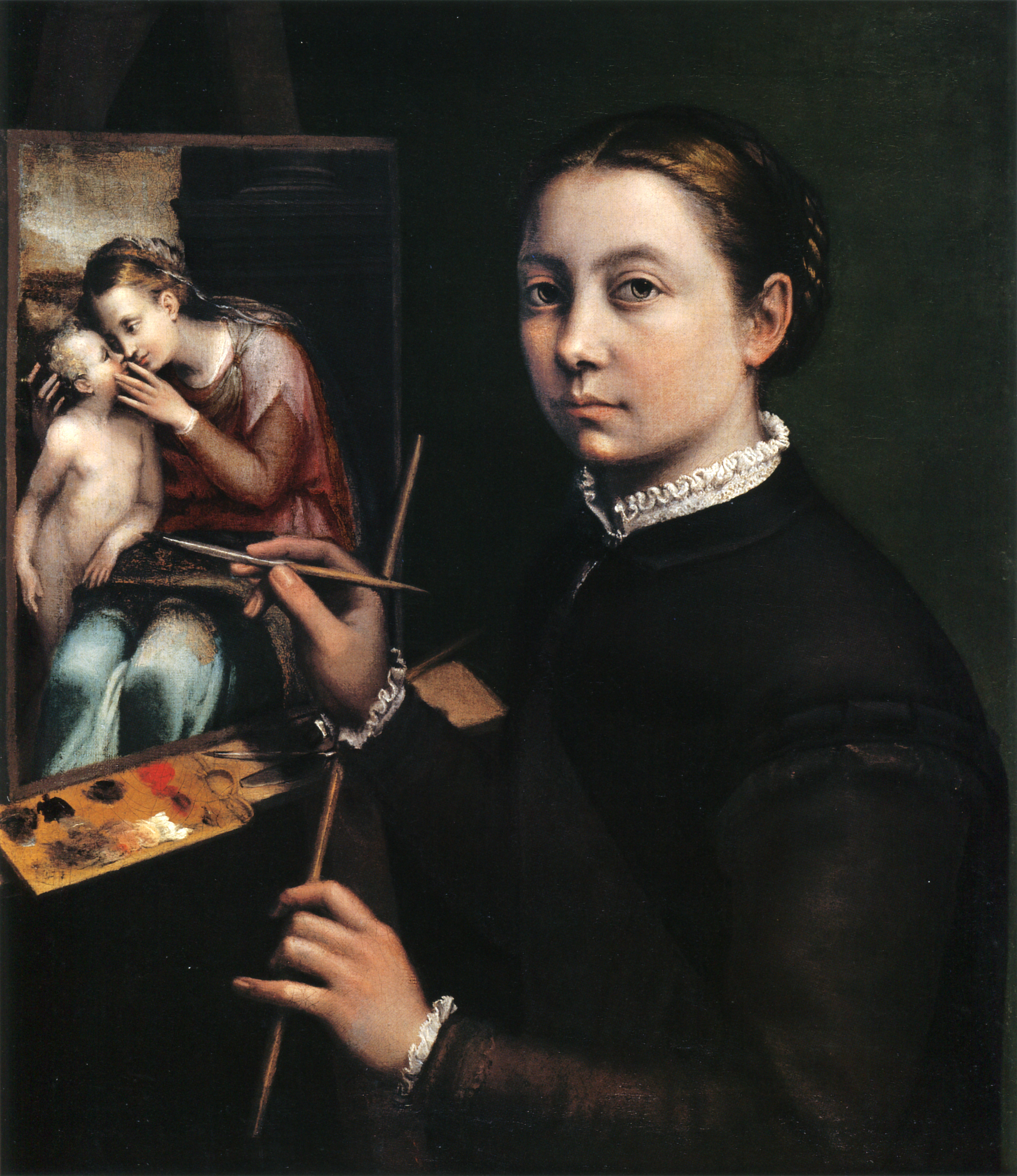
Sofonisba Anguissola
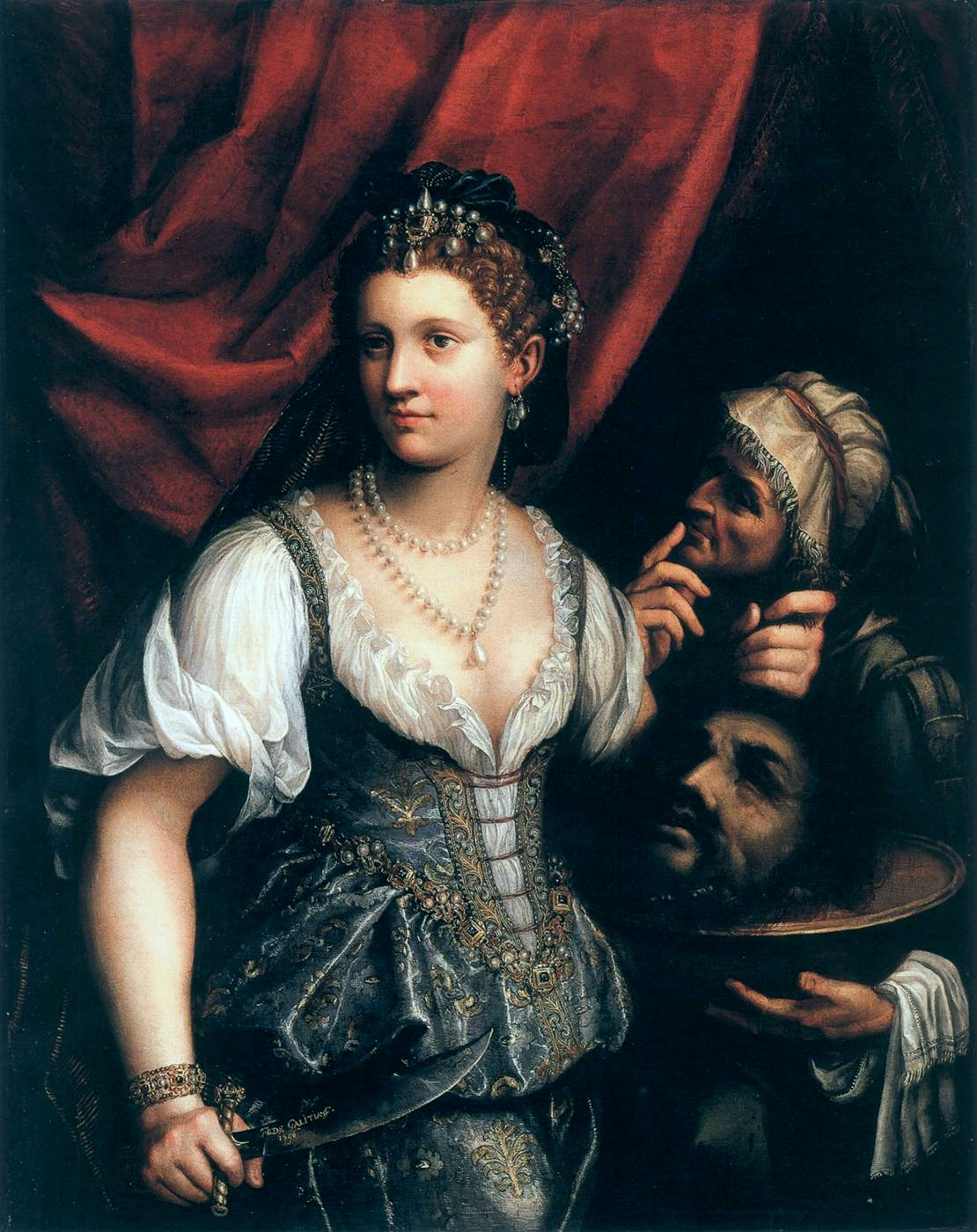
Fede Galizia, Judith con la cabeza Holofernes, 1596. Se cree que la figura de Judith es un autorretrato.
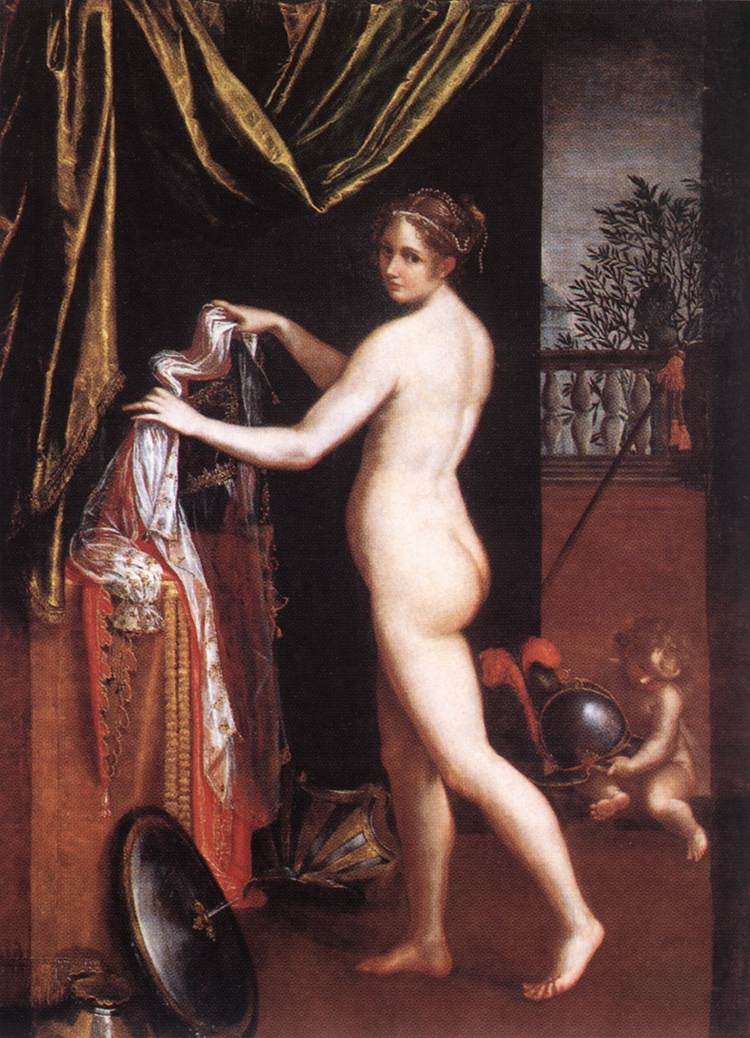
Lavinia Fontana, Minerva vistiendose, 1613, Galeria Borghese, Roma

Entre las artistas del Renacimiento se encuentran Sofonisba Anguissola, Lucia Anguissola, Lavinia Fontana, Fede Galizia, Diana Scultori, Catharina van Hemessen, Esther Inglis, Bárbara Longhi, Maria Ormani, Marietta Robusti (hija de Tintoretto), Properzia de' Rossi, Levina Teerlinc, Mayken Verhulst y Santa Catalina de Bolonia (Catalina Vigri).

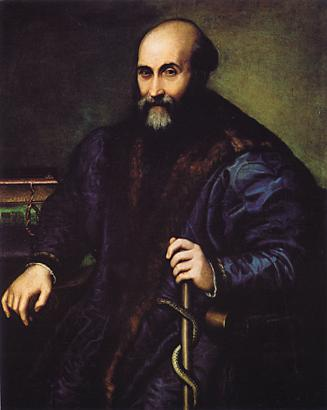
Lucia Anguissola, Doctor de Cremona, 1560, Museo del Prado, Madrid

Es la primera vez en la historia occidental que varias mujeres artistas seglares ganaron reputación internacional. El aumento de las mujeres artistas durante este período se puede atribuir a importantes cambios culturales. Uno de esos cambios surgió a causa de la contrarreforma contra el protestantismo y en favor del humanismo, una filosofía que declara la dignidad de todas las personas, que es clave para el pensamiento del Renacimiento y ayudó a elevar el estatus de las mujeres. Además, en general la identidad del artista individual se consideraba más importante. En este periodo ya no hay prácticamente artistas importantes cuya identidad se desconozca. Dos textos importantes, De las mujeres ilustres y La ciudad de las damas, ilustran este cambio cultural. Boccaccio, un humanista del siglo XIV, escribió De mulieribus claris (título original en latín de De las mujeres ilustres) (1335-59), una colección de biografías de mujeres. Entre las 104 biografías que incluyó estaba la de Thamar (o Thmyris), una antigua pintora de vasijas griega. Curiosamente, en estas ilustraciones manuscritas del siglo XV de De las mujeres ilustres, Thamar fue representada pintando un autorretrato o quizás una pequeña imagen de la Virgen y el Niño. Christine de Pizan, una notable escritora tardomedieval francesa, retórica y crítica, escribió La ciudad de las damas en 1405, un texto sobre una ciudad alegórica en la cual las mujeres independientes vivían libres de la vejación de los hombres. En su trabajo incluyó a mujeres artistas reales, como Anastasia, que fue considerada una de las mejores ilustradoras parisinas, aunque ninguna de sus obras ha sobrevivido. Otros textos humanistas aumentaron la educación de las mujeres italianas.
La más notable es Il Cortegiano, o El Cortesano, del humanista italiano del siglo XVI, Baltasar Castiglione. Esta obra enormemente popular afirma que tanto hombres como mujeres deben ser educados en las artes sociales. Su influencia hizo aceptable que las mujeres participaran en las artes visuales, musicales y literarias. Gracias a Castiglione, este fue el primer período de la historia del Renacimiento en el que las mujeres nobles pudieron estudiar pintura. Sofonisba Anguissola fue la más exitosa de estas aristócratas menores que primero se beneficiaron de la educación humanista y luego pasaron a ser reconocidas como pintoras. Anguissola, nacida en Cremona, fue una pionera y un modelo a seguir para las futuras generaciones de mujeres artistas. Los artistas que no eran de la nobleza también se beneficiaron del auge del humanismo. Además de la temática convencional, artistas como Lavinia Fontana y Catharina van Hemessen comenzaron a representarse en autorretratos, no solo como pintoras sino también como músicas y académicas, destacando así su buena educación. Fontana se benefició de los hábitos culturales de su ciudad natal, Bolonia, cuya universidad había admitido mujeres académicas desde la Edad Media. Junto con el auge del humanismo, se produjo una evolución de la artesanía al arte. Ahora se esperaba de los artistas, a diferencia de los artesanos de épocas anteriores, que tuvieran conocimientos de perspectiva, matemáticas, arte antiguo y del estudio del cuerpo humano. Al final del Renacimiento la formación de los artistas empezó a cambiar del taller del maestro a la Academia, y las mujeres comenzaron una larga lucha, que no se resolvió hasta finales del siglo XIX, para poder acceder plenamente a esta formación. Para estudiar el cuerpo humano había que trabajar con hombres desnudos y cadáveres. Esto se consideraba un segundo plano esencial para crear escenas de grupo realistas. Por lo general, las mujeres tenían prohibido formarse con desnudos masculinos, y por lo tanto no podían crear ese tipo de escenas. Estas representaciones de desnudos eran necesarias para las composiciones religiosas de gran escala, que recibían los encargos más prestigiosos.
Muchas aristócratas sí que pudieron formarse en arte, aunque sin la ventaja de poder dibujar a partir de modelos masculinos desnudos, pero la mayoría eligió casarse antes que una carrera artística. Esto es lo que pasó con dos hermanas de Sofonisba Anguissola. Las mujeres reconocidas como artistas en este período eran o monjas o hijas de pintores. De las pocas artistas italianas que surgieron en el siglo XV, todas las que se conocen hoy en día están asociadas con conventos. Estas monjas artistas son, por ejemplo, Catalina Virgi, Antonia di Paolo di Donoi y Sor Barbara Ragnoni. Durante los siglos XV y XVI, la gran mayoría de las mujeres que obtuvieron algún éxito como artistas eran hijas de pintores. Probablemente, porque pudieron practicar en los talleres de sus padres. Algunos ejemplos de artistas entrenadas por sus padres son: Lavinia Fontana, la miniaturista Levina Teerlinc y la pintora de retratos Catharina van Hemessen. En este periodo las artistas italianas, incluso aquellas formadas por su familia, son bastante poco comunes. Sin embargo, en ciertas partes de Europa, especialmente en el norte de Francia y en Flandes, era más común que los hijos, independientemente de su género, siguieran la profesión de su padre. De hecho, en los Países Bajos, donde las mujeres tenían más libertad, hubo numerosas artistas en el Renacimiento. Por ejemplo, los registros de la Guilda de San Lucas, en Brujas, demuestran no solo que admitían mujeres como miembros practicantes, sino también que para 1480 el 25 % de sus miembros eran mujeres (muchas probablemente trabajaban como ilustradoras de manuscritos).

### La última cena de Nelli

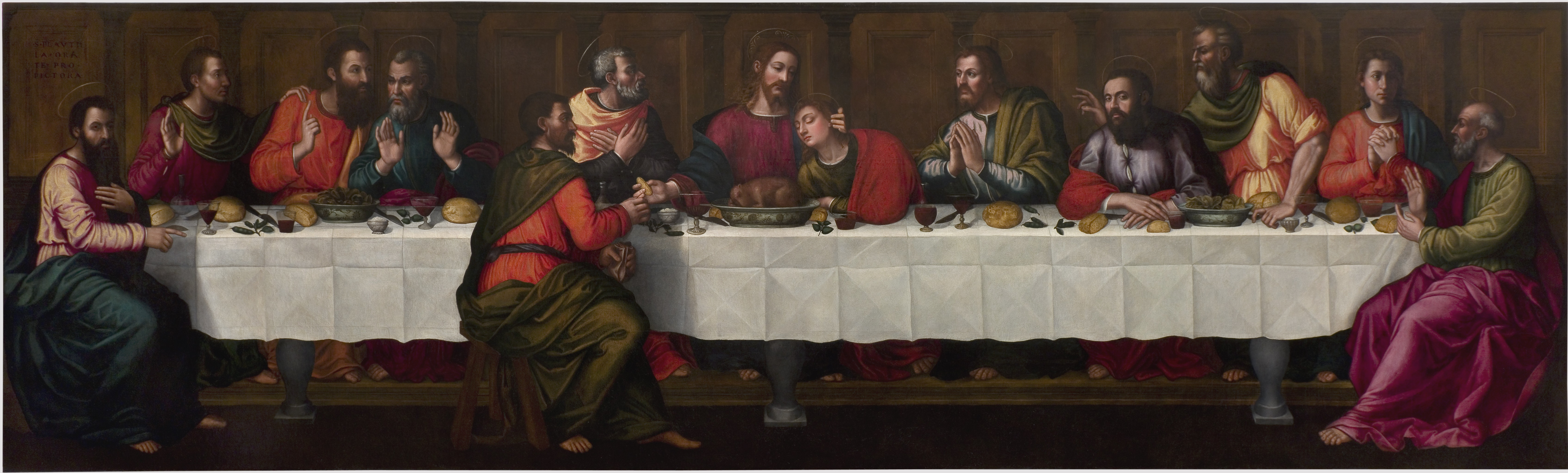
La última cena, un óleo sobre lienzo de 7x2 metros, preservado en la Basílica de Santa María Novella, es la única obra firmada por Plautilla Nelli que ha sobrevivido.

Un delicado lienzo de casi siete metros descubierto recientemente en Florencia ha resultado ser un tesoro excepcional. Pero para las innovadoras acciones de la filántropa estadounidense Jane Fortune (fallecida en 2018), la escritora de Florencia, Linda Falcone, y su organización, Advancing Women Artists Foundation, el lienzo podría haber acumulado más polvo. Un equipo liderado por una mujer que lleva cuatro años de minuciosa restauración revela la brillantez de Sor Plautilla Nelli, una monja autodidacta del siglo XVI y, que se sepa, la única mujer renacentista que ha pintado La última cena. La obra fue exhibida en el museo Santa María Novella de Florencia en octubre de 2019. Desde principios de 2020 AWA ha patrocinado la restauración de 67 obras de mujeres artistas, descubiertas en colecciones florentinas.

### Barroco

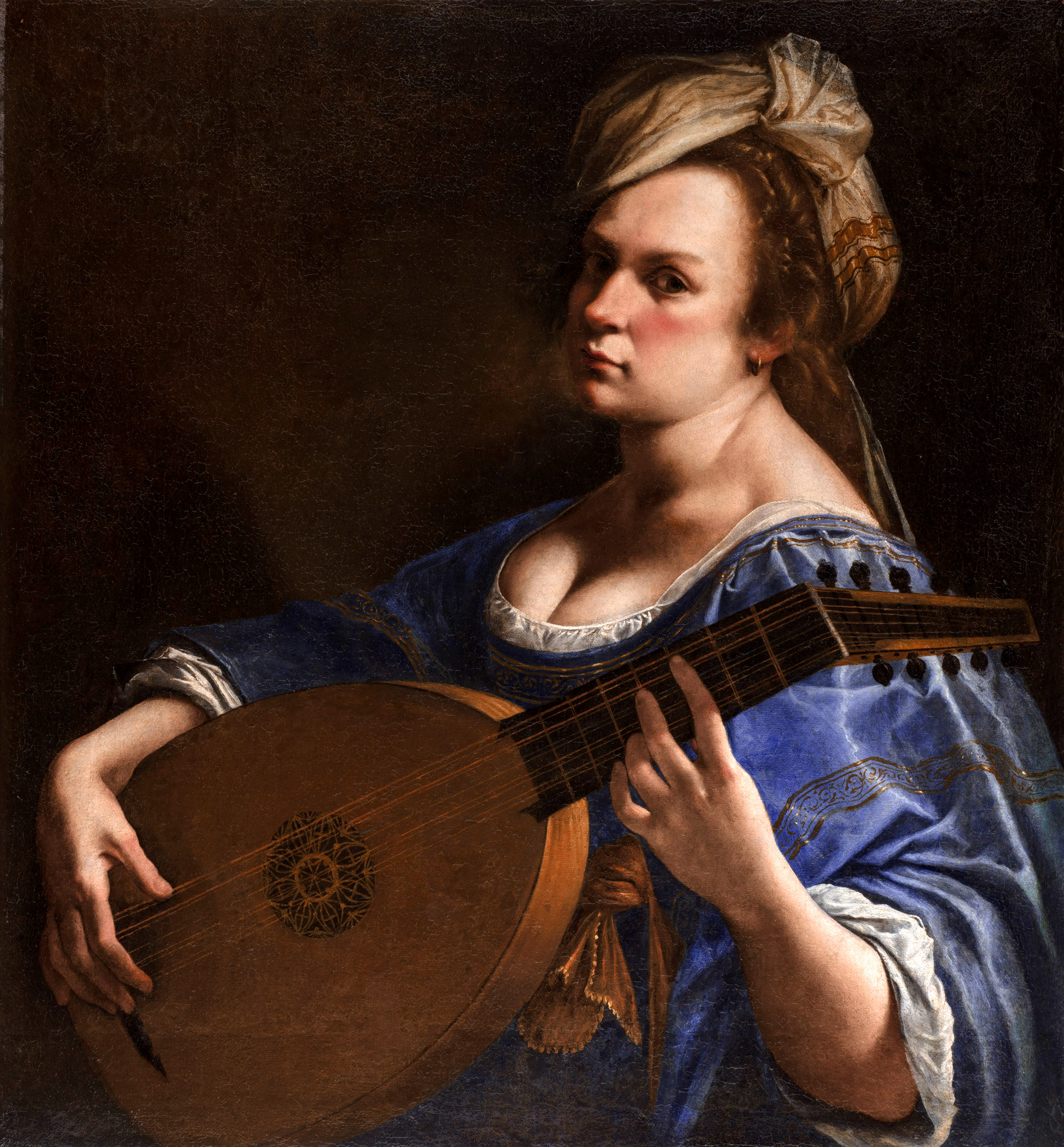
Artemisia Gentileschi, Autorretrato como tañedora de laúd, alrededor de 1615–17, Curtis Galleries, Minneapolis
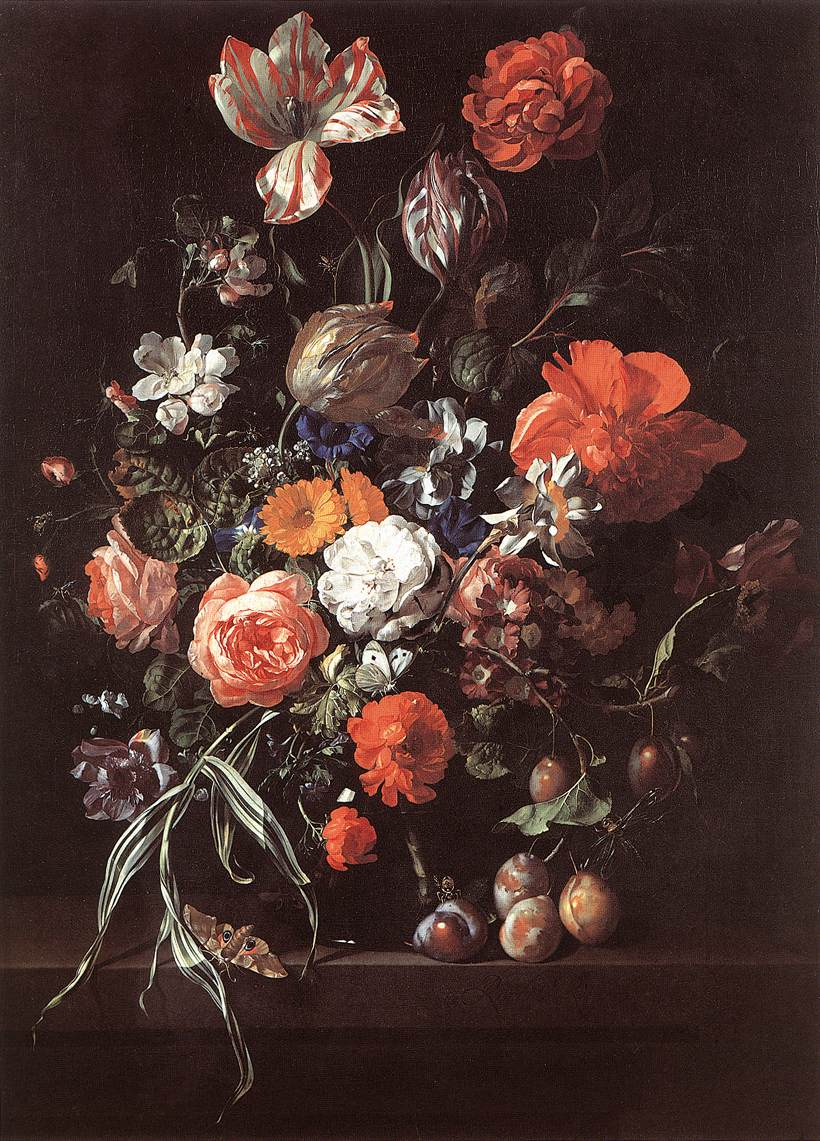
Rachel Ruysch, Bodegón con buqué de flores y ciruelas, óleo sobre lienzo, Museos Reales de Bellas Artes de Bélgica, Bruselas
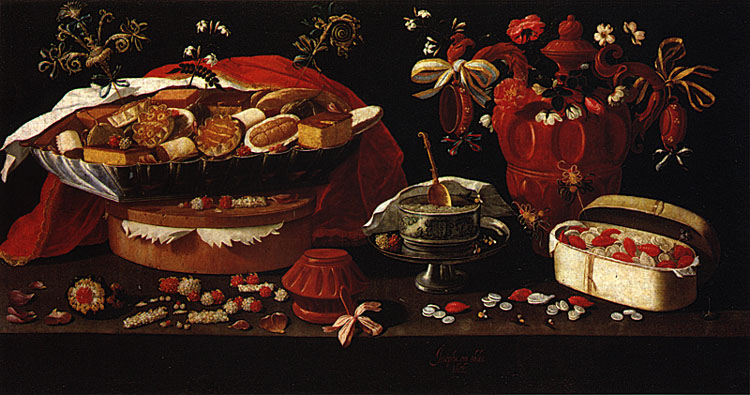
Josefa de Ayala (Josefa de Óbidos), Bodegón, alrededor del 1679, Santarém, Biblioteca municipal.

Entre las artistas barrocas se encuentran: Mary Beale, Élisabeth-Sophie Chéron, Maria Theresa van Thielen, Katharina Pepijn, Catharina Peeters, Johanna Vergouwen, Michaelina Wautier, Isabel de Cisneros, Giovanna Garzoni, Artemisia Gentileschi, Judith Leyster, Maria Sibylla Merian, Louise Moillon, Josefa de Ayala, más conocida como Josefa de Óbidos, Maria van Oosterwijk, Magdalena van de Passe, Clara Peeters, Maria Virginia Borghese (hija de la coleccionista de arte Olimpia Aldobrandini), Luisa Roldán, conocida como La Roldana, Rachel Ruysch, Anna Maria van Thielen, Françoise-Catherina van Thielen y Elisabetta Sirani. Como en el Renacimiento, muchas artistas venían de familias de artistas. Por ejemplo, Artemisia Gentileschi. Le enseñó su padre, Orazio Gentileschi, y trabajaron juntos en muchos de sus encargos. Luisa Roldán aprendió en el taller de escultura de su padre (Pedro Roldán).
Las artistas de este período empezaron a cambiar cómo la mujer era representada en el arte. Muchas de las mujeres que trabajaban como artistas en el Barroco no podían practicar con modelos desnudos, ya que siempre eran hombres, pero estaban muy familiarizadas con el cuerpo femenino. Artistas como Elisabetta Sirani crearon imágenes de mujeres como seres conscientes en vez de como musas desinteresadas. Uno de los mejores ejemplos de esta nueva expresión es la obra Judith con la cabeza de Holofernes, de Artemisia Gentileschi, en la cual Judith es representada como una mujer fuerte que determina y forja su propio destino. Letizia Treves, conservadora de la National Gallery de Londres en 2020, ha comentado: «no lo puedes ver sin pensar en Tassi violando a Gentileschi». Los elementos de la imagen están «equilibrados con tal habilidad que delatan a una pintora que prioriza el virtuosismo sobre la pasión». Mientras otros artistas, como Botticelli, o la más tradicional Fede Galizia, representaban la misma escena con una Judith pasiva, en su nuevo enfoque, la Judith de Gentileschi es partícipe activa de la decapitación en cuestión. La acción es la esencia en esta y otra de sus pinturas en la que Judith aparece abandonando la escena. El bodegón surgió como un género importante alrededor de 1600, especialmente en Holanda. Las mujeres estaban a la vanguardia de esta tendencia. Este género era particularmente adecuado para las mujeres, ya que podían acceder fácilmente a los materiales necesarios. En el norte destacan Clara Peeters, pintora de banketje (banquetes) o desayunos y cuadros con artículos de lujo; Maria van Oosterwijk, conocida internacionalmente por pintar flores; y Rachel Ruysch, pintora de arreglos florales visualmente recargados. En otras regiones el bodegón era menos común, pero también hubo importantes artistas de este género, como Giovanna Garzoni, que creaba arreglos vegetales realistas en pergamino, y Louise Moillon, cuyos bodegones de frutas destacaban por sus brillantes colores.

### ElsigloXVIII

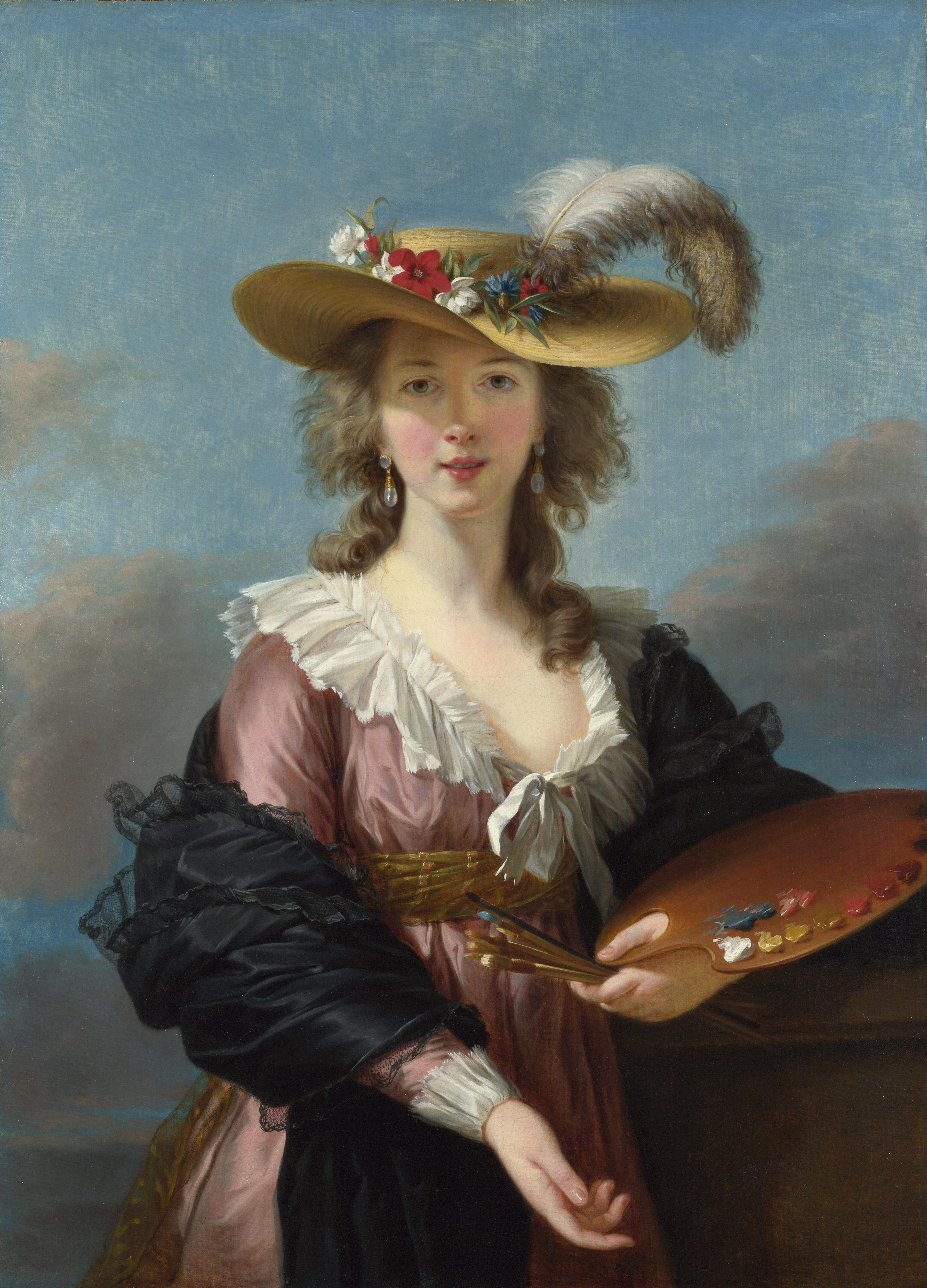
Elisabeth Vigee-Le Brun (1755–1842), Autorretrato, alredodor de 1780, uno de los muchos que pintó para la venta.
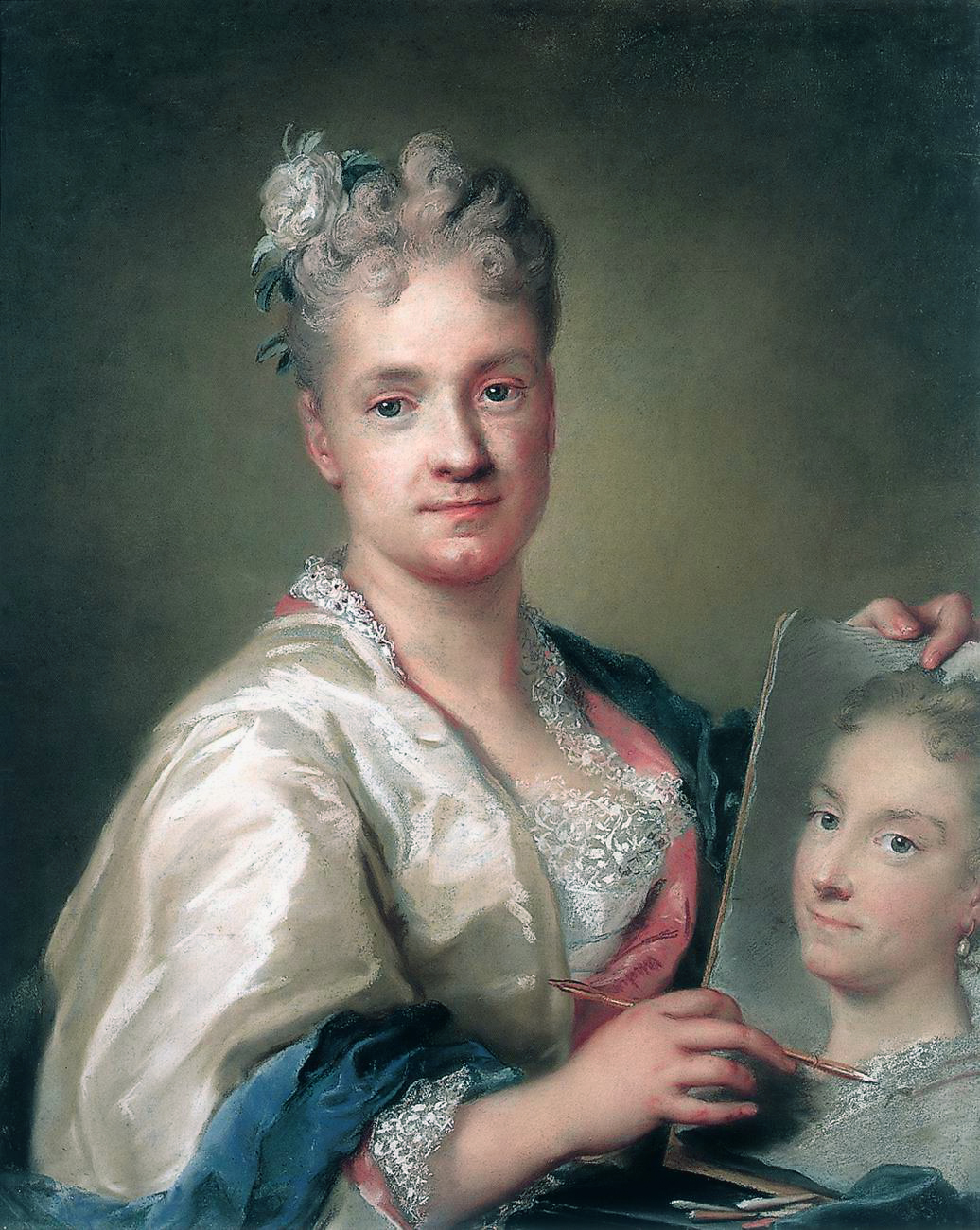
Rosalba Carriera (1675–1757), Autorretrato, 1715
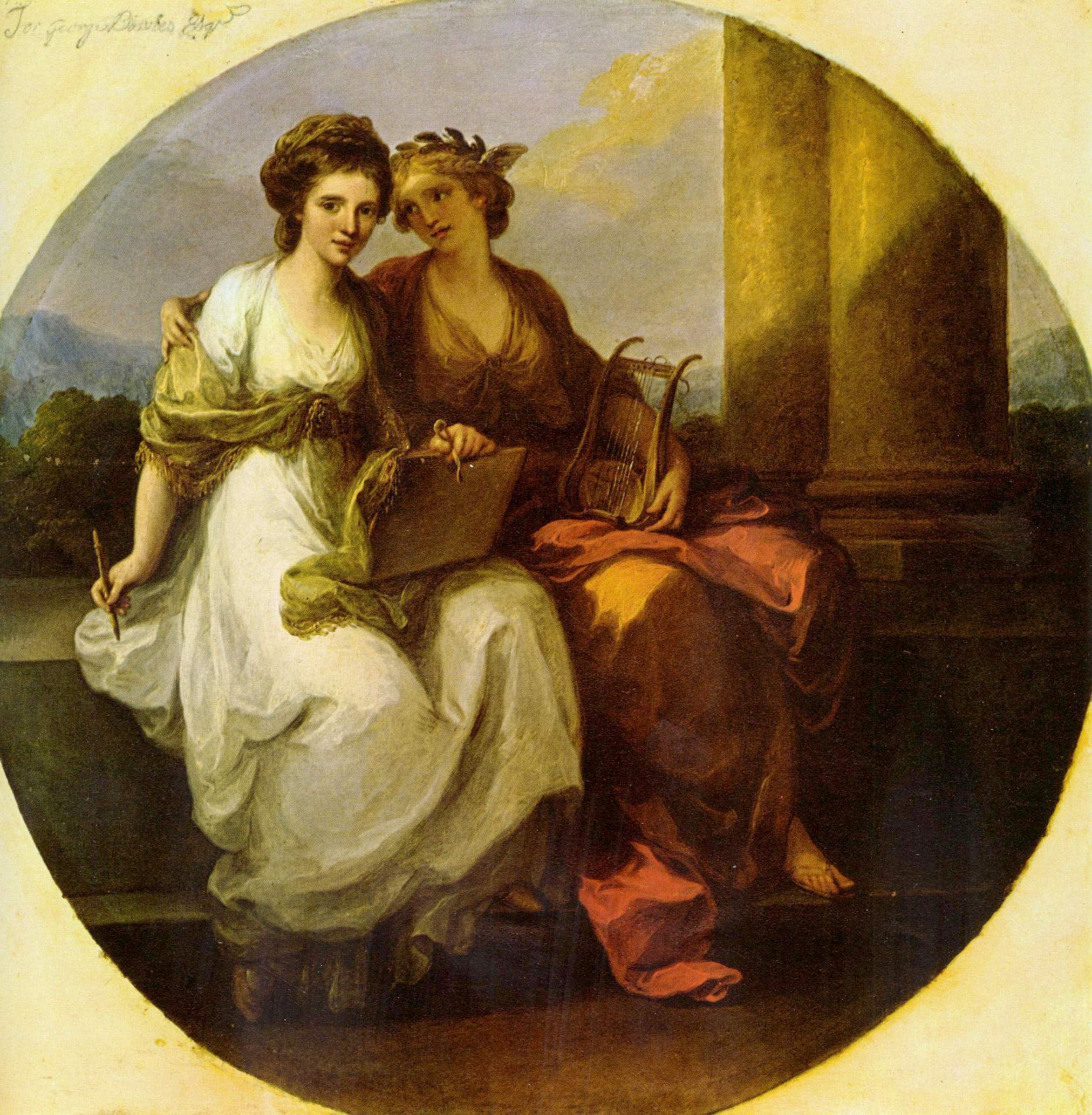
Angelica Kauffman, Literatura y pintura, 1782, Kenwood House
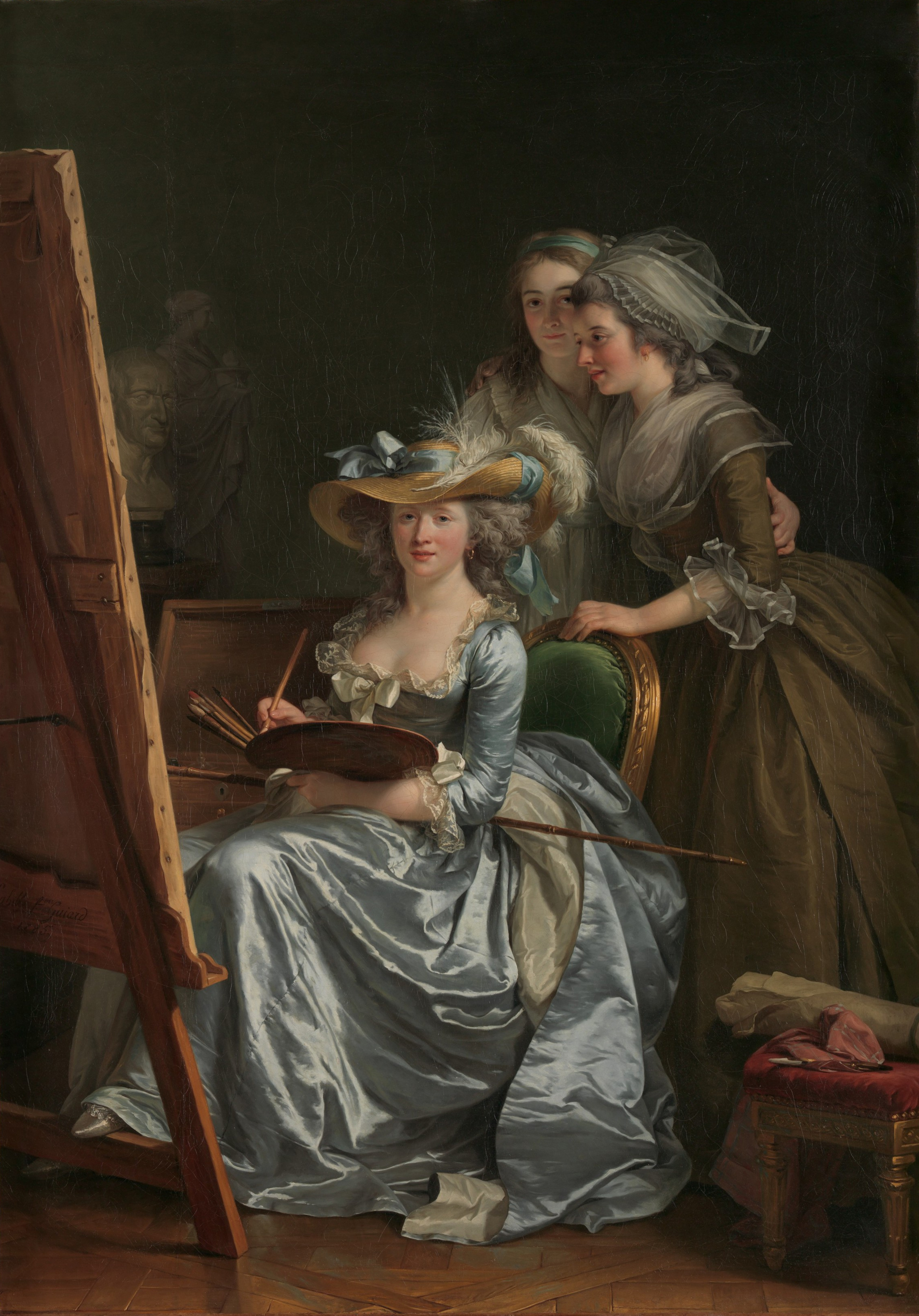
Adélaïde Labille-Guiard, Autorretrato con dos pupilas, Marie-Gabrielle Capet y Marie-Marguerite Carreaux de Rosemond 1785, Metropolitan Museum of Art

Entre las artistas de este período se encuentran Rosalba Carriera, Maria Cosway, Marguerite Gérard, Angelica Kauffman, Adélaïde Labille-Guiard, Giulia Lama, Mary Moser, Ulrika Pasch, Adèle Romany, Anna Dorothea Therbusch, Anne Vallayer-Coster, Marie-Louise-Élisabeth Vigee-Lebrun, Marie-Guillemine Benoist y Anna Rajecka, también conocida como Madame Gault de Saint-Germain.
En muchos países de Europa las academias eran las que dictaban el estilo. Las academias también eran responsables de formar artistas, exponer obras de arte e, intencionadamente o no, promover la venta de arte. Las mujeres no podían acceder a la mayoría de las academias. Por ejemplo, en Francia, la poderosa Academia de París tuvo 450 miembros entre el siglo XVII y la Revolución francesa, y solo quince fueron mujeres. De ellas, la mayoría eran hijas o esposas de otros miembros. A finales del siglo XVIII, la Academia francesa decidió no admitir a ninguna mujer más. Durante este período la pintura histórica estaba en su máximo apogeo, especialmente las composiciones a gran escala con grupos de figuras que representaban momentos históricos o mitológicos. Para preparar este tipo de pinturas, los artistas estudiaban moldes de esculturas antiguas y dibujaban a partir de desnudos masculinos. Las mujeres tenían poco o ningún acceso a este aprendizaje académico, y por tanto no hay pinturas históricas a gran escala importantes de mujeres de este período. Algunas mujeres se dieron a conocer en otros géneros, por ejemplo, el retrato. Marie-Louise-Élisabeth Vigee-Lebrun utilizó su experiencia como retratista para crear una escena alegórica, La Paz acompañando a la Abundancia, que ella misma clasificó como pintura histórica y usó como argumento para ser admitida en la Academia. Después de exponer su trabajo, se le obligó a asistir a clases formales bajo amenaza de perder su licencia para pintar. Se convirtió en una de las favorita de la corte y en una celebridad. Pintó más de cuarenta autorretratos, que fue capaz de vender.
En Inglaterra dos mujeres, Angelica Kauffman y Mary Moser, fueron miembros fundadores de la Real Academia de Artes de Londres en 1768. Kauffmann ayudó a Maria Cosway a entrar en la Academia. Aunque Cosway se hizo popular como pintora de escenas mitológicas, ambas permanecieron en una posición algo ambivalente en la Real Academia, como lo demuestra el retrato grupal de Los académicos de la Real Academia, de Johan Zoffany, que ahora forma parte de la Colección Real. En el cuadro solo los hombres de la Academia, junto con modelos masculinos desnudos, están reunidos en un gran estudio artístico. Por razones de decoro debido a la presencia de los modelos desnudos, las dos artistas no están presentes, sino que aparecen sus retratos en la pared. El énfasis del arte académico en estudiar el desnudo durante el aprendizaje siguió siendo una barrera considerable para las mujeres que estudiaban arte hasta el siglo XX, tanto en términos de acceso real a las clases como en términos de actitud familiar y social hacia las mujeres de clase media que se hacían artistas. Después ellas tres, ninguna mujer se convirtió en miembro pleno de la Academia hasta Laura Knight en 1936, y las mujeres no fueron admitidas en las escuelas de la Academia hasta 1861. A finales del siglo XVIII se produjeron avances importantes para las artistas. En París, el Salón, la exposición de arte fundada por la Academia, se abrió a pintores no académicos en 1791, lo que permitió a las mujeres mostrar su trabajo en la prestigiosa exposición anual. Además, artistas famosos como Jacques-Louis David y Jean-Baptiste Greuze aceptaban con más frecuencia mujeres como aprendices.

## ElsigloXIX

### Pintoras
Entre las artistas de la primera parte del siglo XIX destacan Marie-Denise Villers, quien se especializó en retratos; Constance Mayer, que pintaba retratos y alegorías; Marie Ellenrieder, que destacaba por sus pinturas religiosas de estilo nazareno; Louise-Adéone Drölling, quien siguió los pasos de su padre y su hermano mayor como pintora y dibujante.
En la segunda mitad del siglo, Emma Sandys, Marie Spartali Stillman, Eleanor Fortescue-Brickdale y Maria Zambaco fueron artistas del movimiento prerrafaelita. También recibieron influencia de los prerrafaelitas Evelyn De Morgan y la activista y pintora Barbara Bodichon.
Pintoras impresionistas como Berthe Morisot, Marie Bracquemond, y las estadounidenses Mary Cassatt y Lucy Bacon, formaron parte del movimiento impresionista francés de los años 1860 y 1870. Sus estudios con Monet y el arte japonés influenciaron a la impresionista estadounidense Lilla Cabot Perry a finales del siglo XIX. Cecilia Beaux fue una retratista estadounidense que también estudió en Francia. Además de Anna Bilińska-Bohdanowicz, Olga Boznańska está considerada como la más conocida de las artistas polacas y su estilo se asocia con el impresionismo.
Rosa Bonheur fue la artista femenina más conocida de su época, reconocida internacionalmente por sus pinturas de animales. Elizabeth Thompson (Lady Butler), puede que inspirada por sus clases de «vida» en la Government School (of Design), en las que debía dibujar hombres con armadura, fue una de las primeras mujeres en hacerse famosa por grandes pinturas históricas, especializadas en escenas de acción militar, generalmente con muchos caballos, la más famosa Scotland Forever!, muestra una carga de caballería en Waterloo.
Kitty Lange Kielland fue una pintora de paisajes noruega.
Elizabeth Jane Gardner fue una pintora académica estadounidense y la primera mujer estadounidense en exponer en el Salón de París. En 1872 se convirtió en la primera mujer en ganar una medalla de oro en el Salón.
En 1894 Suzanne Valadon fue la primera mujer admitida en la Sociedad Nacional de Bellas Artes de Francia. Anna Boch fue una pintora posimpresionista, al igual que Laura Muntz Lyall, que expuso en la Exposición Mundial Colombina de 1893 en Chicago, Illinois, y luego en 1894 como parte de la Asociación de Artistas Franceses en París.

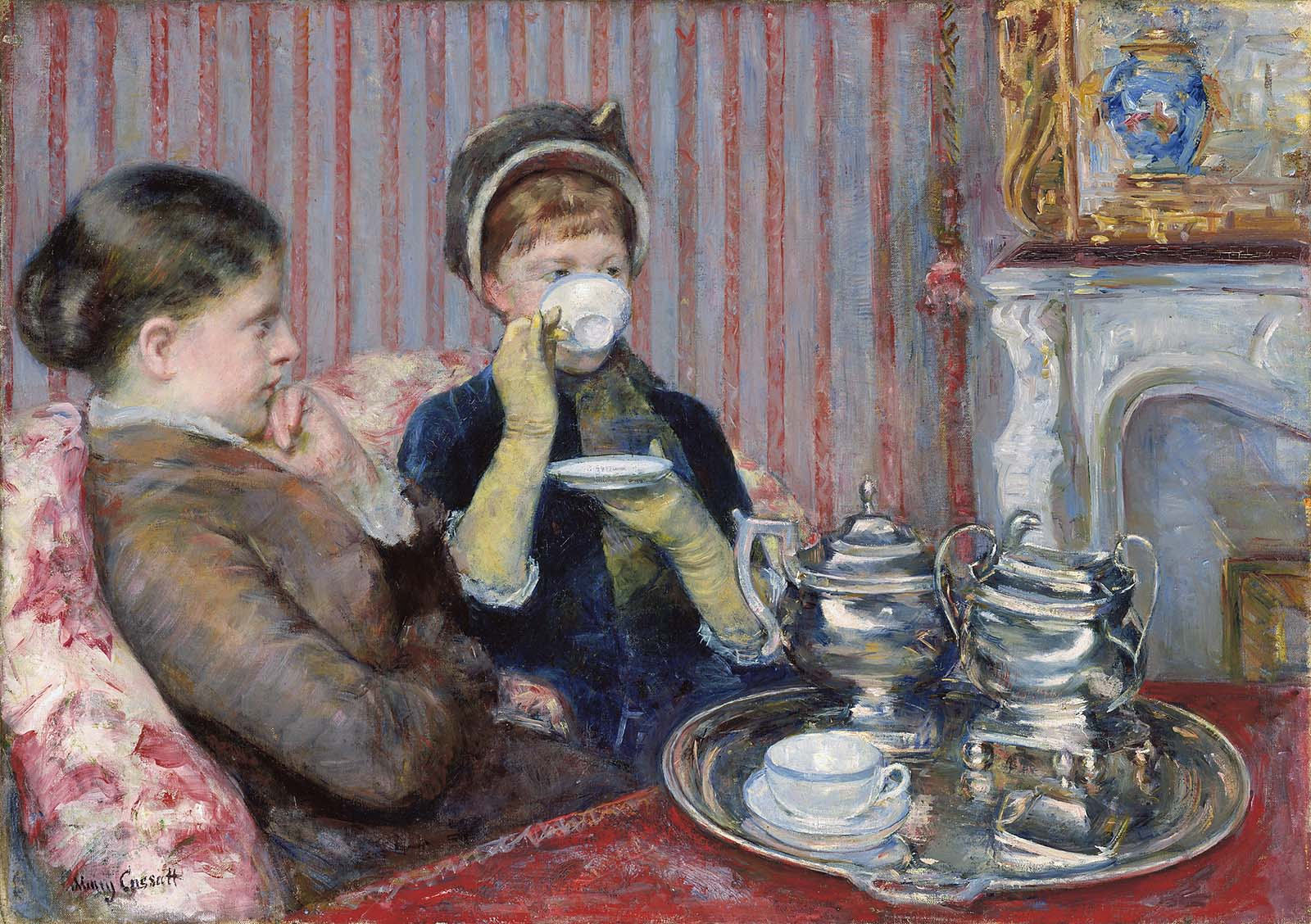
Mary Cassatt, El Té, 1880, óleo sobre lienzo, 64,7x92 cm., Museum of Fine Arts, Boston
Suzanne Valadon, Autorretrato, 1883
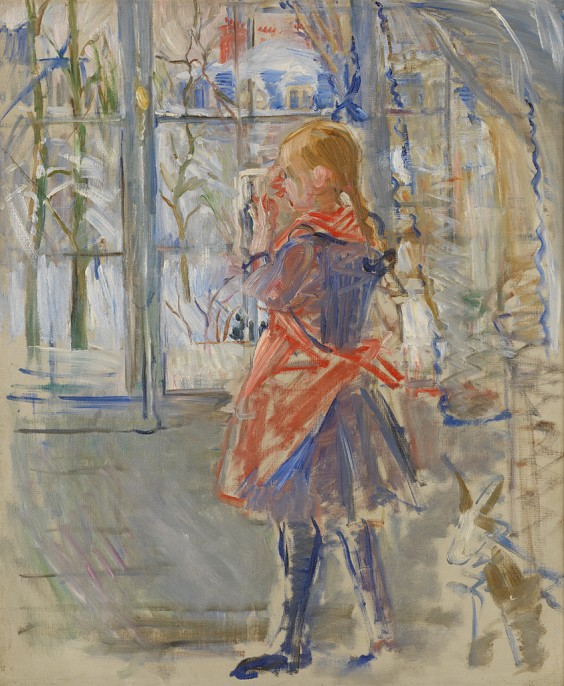
Berthe Morisot, L'Enfant au Tablier Rouge, 1886, American Art Museum
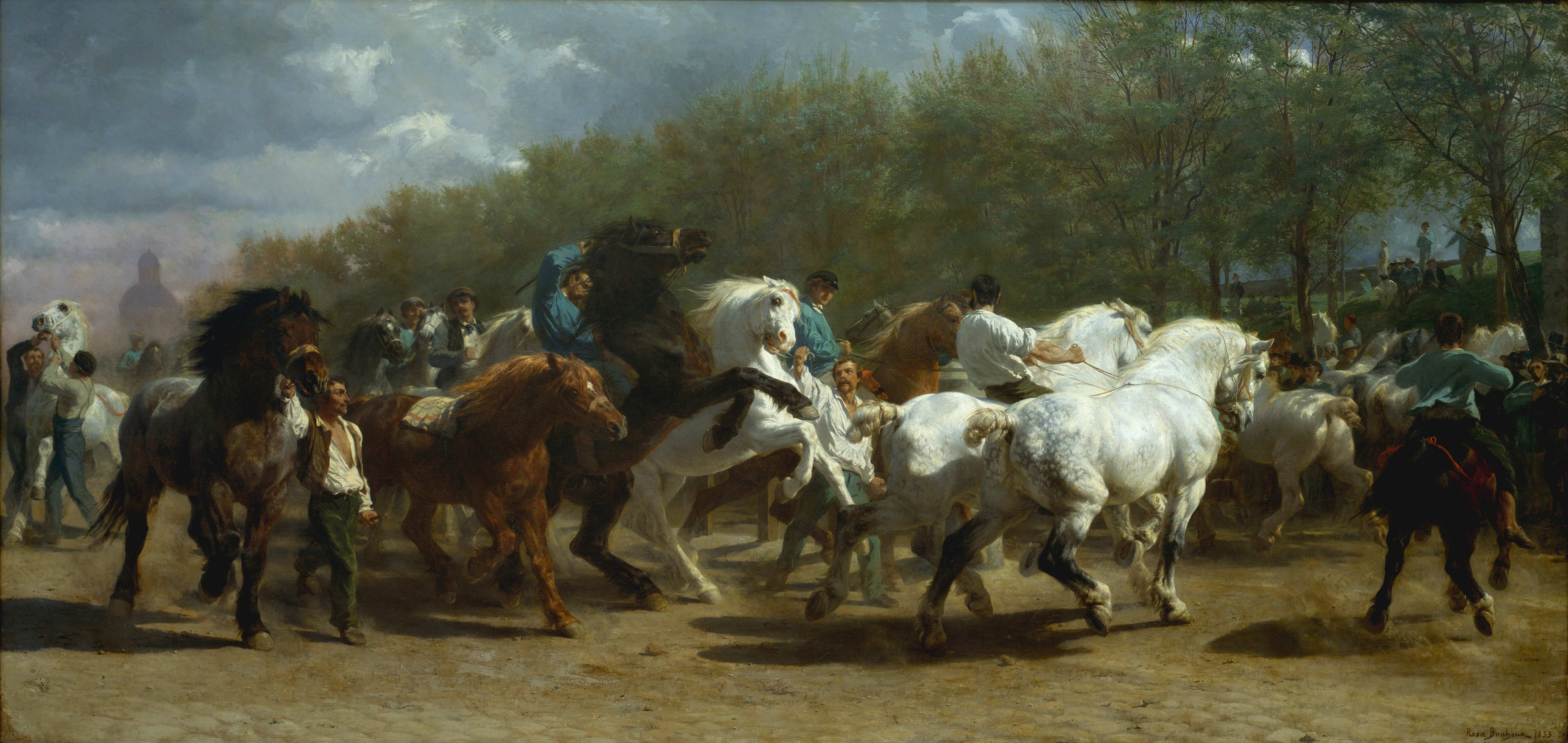
Rosa Bonheur, La feria de caballos, 1853–1855, Metropolitan Museum of Art, New York

### Escultura

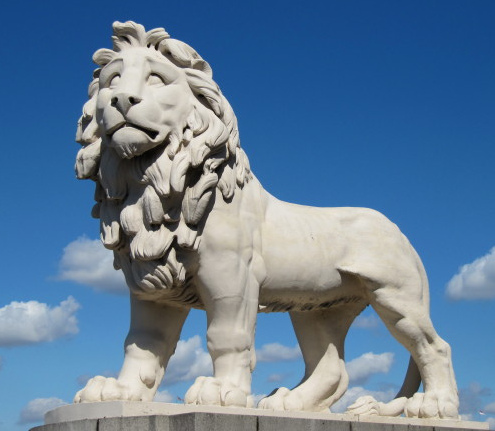
El León de la orilla sur, en piedra Coade, 1837, Londres

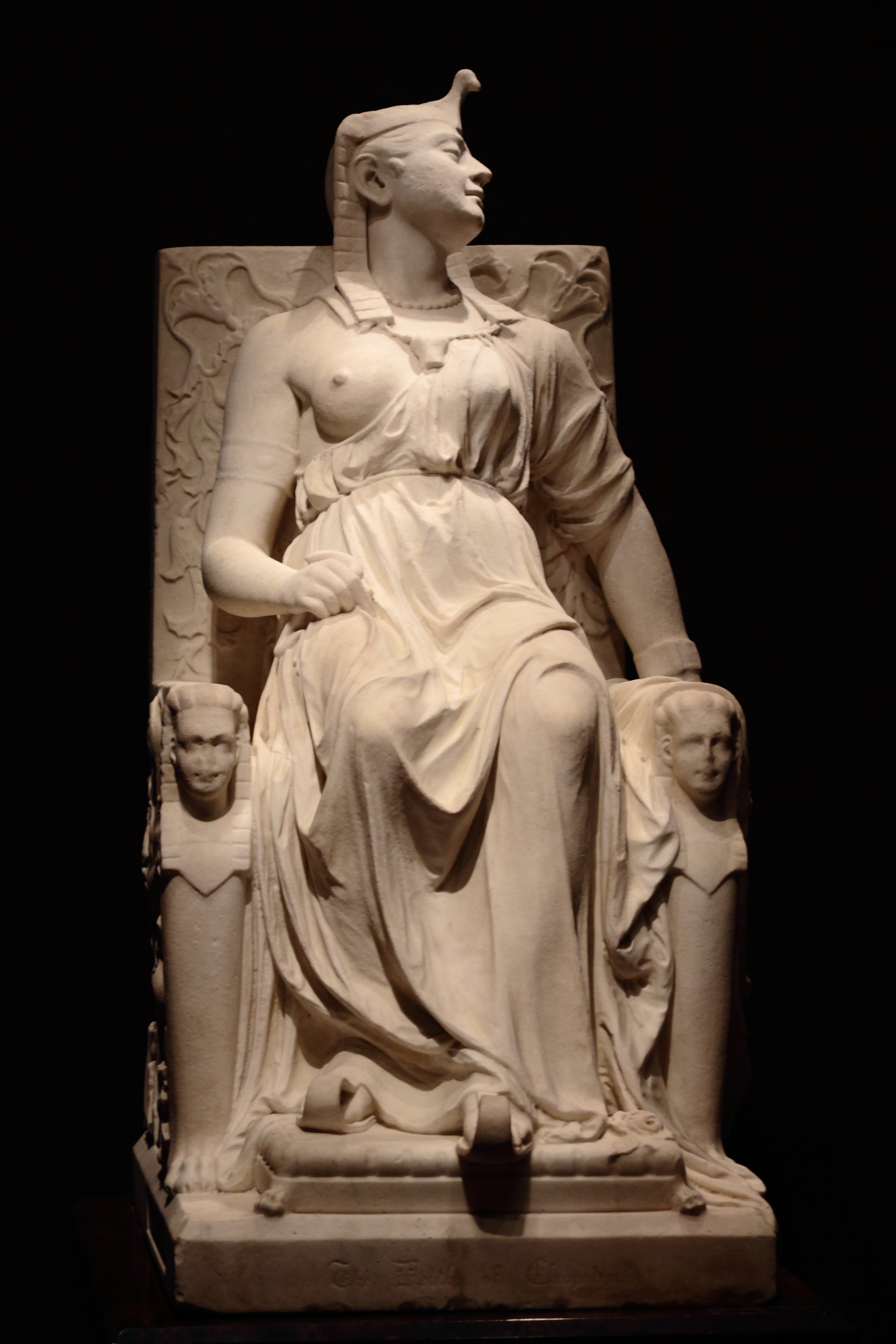
Edmonia Lewis La muerte de Cleopatra, mármol, 1876 Smithsonian American Art Museum

Antes del comienzo del siglo XIX surgió en la Inglaterra georgiana una excepcional empresaria independiente que descubrió su talento artístico en la madurez. Se llamaba Eleanor Coade (1733-1821). Se hizo conocida por fabricar estatuas neoclásicas, decoraciones arquitectónicas y adornos de jardín hechos de Lithodipyra, o «piedra de Coade», durante más de 50 años: desde 1769 hasta su muerte. La litodipyra ("piedra cocida dos veces") era una cerámica de gres de alta calidad, duradera y resistente al clima. Estatuas y decoraciones hechas con esta cerámica siguen como nuevas hoy en día. Coade no inventó la piedra artificial, pero probablemente perfeccionó tanto la receta de la arcilla como el proceso de cocción. Combinó la fabricación de alta calidad y el gusto artístico junto con habilidades empresariales, comerciales y de marketing, para crear los productos de piedra más exitosos de su época. Produjo gres para la capilla de San Jorge, en Windsor, el Royal Pavilion de Brighton, la Carlton House de Londres y el Royal Naval College, en Greenwich. Eleanor Coade desarrolló su talento como escultora y expuso alrededor de 30 esculturas sobre temas clásicos en la Sociedad de Artistas entre 1773 y 1780, como figura en su catálogo de expositores de la época. Tras su muerte, su gres Coade se utilizó para reformas en el Palacio de Buckingham y por escultores conocidos en trabajos monumentales, como el León de la orilla sur (1837) del puente de Westminster, en Londres, de William Frederick Woodington. La estatua se hizo por partes que luego se juntaron y sellaron en un armazón de hierro.
En este siglo también hubo escultoras en Oriente, como Seiyodo Bunshojo (1764-1838), talladora japonesa de netsuke y escritora de haikus. Era hija de Seiyodo Tomiharu. Su obra se puede ver en el Museo Walters de Arte. Mientras, en Occidente, destacaban: Julie Charpentier, Elisabet Ney, Héléne Bertaux, Fenia Chertkoff, Sarah Fisher Ames, Helena Unierzyska (hija de Jan Matejko), Blanche Moria, Angelina Beloff, Anna Golubkina, Margaret Giles (también medallista), Camille Claudel, Enid Yandell y Edmonia Lewis. Lewis, artista neoyorkina de ascendencia afroojibwe-haitiana, comenzó sus estudios de arte en el Oberlin College. Su carrera como escultora empezó en 1863. Fundó un estudio en Roma, Italia, y expuso sus esculturas de mármol por Europa y Estados Unidos.

### Fotografía
Puede que Constance Fox Talbot sea la primera mujer en la historia en tomar una fotografía. Más tarde, Julia Margaret Cameron y Gertrude Kasebier se dieron a conocer en el nuevo medio de la fotografía, donde no había restricciones tradicionales ni formación establecida que las limitaran. Sophia Hoare, otra fotógrafa británica, trabajó en Tahití y otras partes de Oceanía.
En Francia, donde nació la fotografía, solo contaban con Geneviève Élisabeth Disdéri (c.1817-1878). En 1843 se casó con el fotógrafo pionero André Adolphe Eugène Disdéri y se asoció con él en su estudio de daguerrotipos de Brest desde finales de la década de 1840. Cuando su marido se fue a París en 1852, Geneviève continuó dirigiendo sola el estudio. Se la recuerda por sus 28 vistas de Brest, principalmente arquitectónicas, que fueron publicadas como Brest et ses environs en 1856. En 1872 se mudó a París y abrió un estudio en la Rue du Bac, donde probablemente la ayudara su hijo Jules. Los listados comerciales indican que continuó trabajando en su estudio hasta su muerte en 1878 en un hospital de París. Fue una de las primeras fotógrafas profesionales del mundo y comenzó su actividad poco después que la alemana Bertha Beckmann y la sueca Brita Sofía Hesselius.

### La educación de la mujer en elsigloXIX

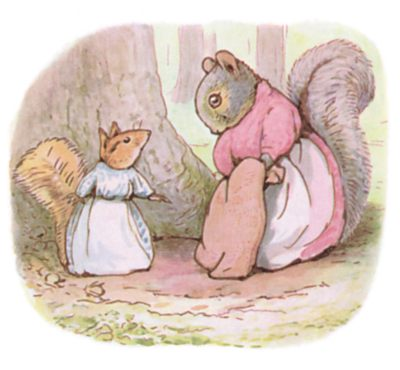
Goody y la señora Hackee, illustración de El cuento de Timmy Tiptoes, 1911, Beatrix Potter.

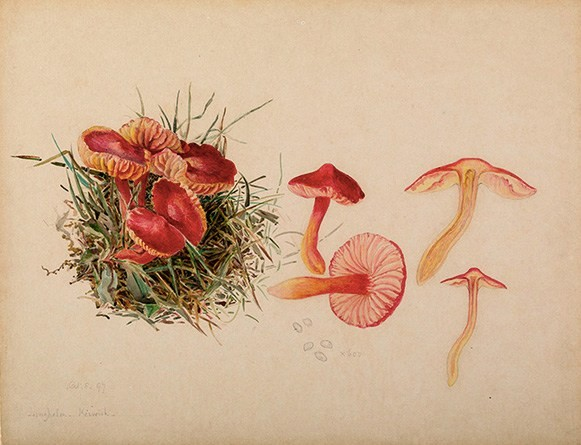
Beatrix Potter, sistema reproductor de Hygrocybe coccinea, 1897

Durante este siglo, las mujeres consiguieron más acceso a escuelas y formación artística en Europa y Norteamérica. La British Government School of Design, que más tarde se convirtió en la Royal College of Art, admitió a mujeres desde su Fundación en 1837, pero solo en una "sección femenina" que se trataba de forma diferente, con clases de «vida» que consistían en dibujar a un hombre con armadura durante varios años.
Las escuelas de la Real Academia finalmente admitieron mujeres a partir de 1861, pero inicialmente las estudiantes solo dibujaban modelos vestidos. No obstante, otras escuelas de Londres, como la Slade School of Art, de la década de 1870, eran más liberales. A finales de siglo, las mujeres pudieron estudiar el cuerpo desnudo, o casi desnudo, en muchas ciudades de Europa occidental y América del Norte. La Society of Female Artists (ahora llamada Society of Women Artists) se estableció en Londres en 1855 y ha organizado exposiciones anuales desde 1857, cuando se expusieron 358 obras de 149 mujeres, algunas bajo seudónimo. Sin embargo, una mujer a quien se le negó la educación superior o especializada y que aun así consiguió triunfar, fue la científica natural, escritora e ilustradora, Beatrix Potter (1866-1943).

### Pintoras inglesas de principios delsigloXIXque expusieron en la Real Academia de Artes
- Sophie Gengembre Anderson
- Mary Baker
- Ann Charlotte Bartholomew
- Maria Bell
- Barbara Bodichon
- Joanna Mary Boyce
- Margaret Sarah Carpenter
- Fanny Corbaux
- Rosa Corder
- Mary Ellen Edwards
- Harriet Gouldsmith
- Mary Harrison
- Jane Benham Hay
- Anna Mary Howitt
- Mary Moser
- Martha Darley Mutrie
- Ann Mary Newton
- Emily Mary Osborn
- Kate Perugini
- Louise Rayner
- Ellen Sharples
- Rolinda Sharples
- Rebecca Solomon
- Elizabeth Emma Soyer
- Isabelle de Steiger
- Henrietta Ward

## ElsigloXX

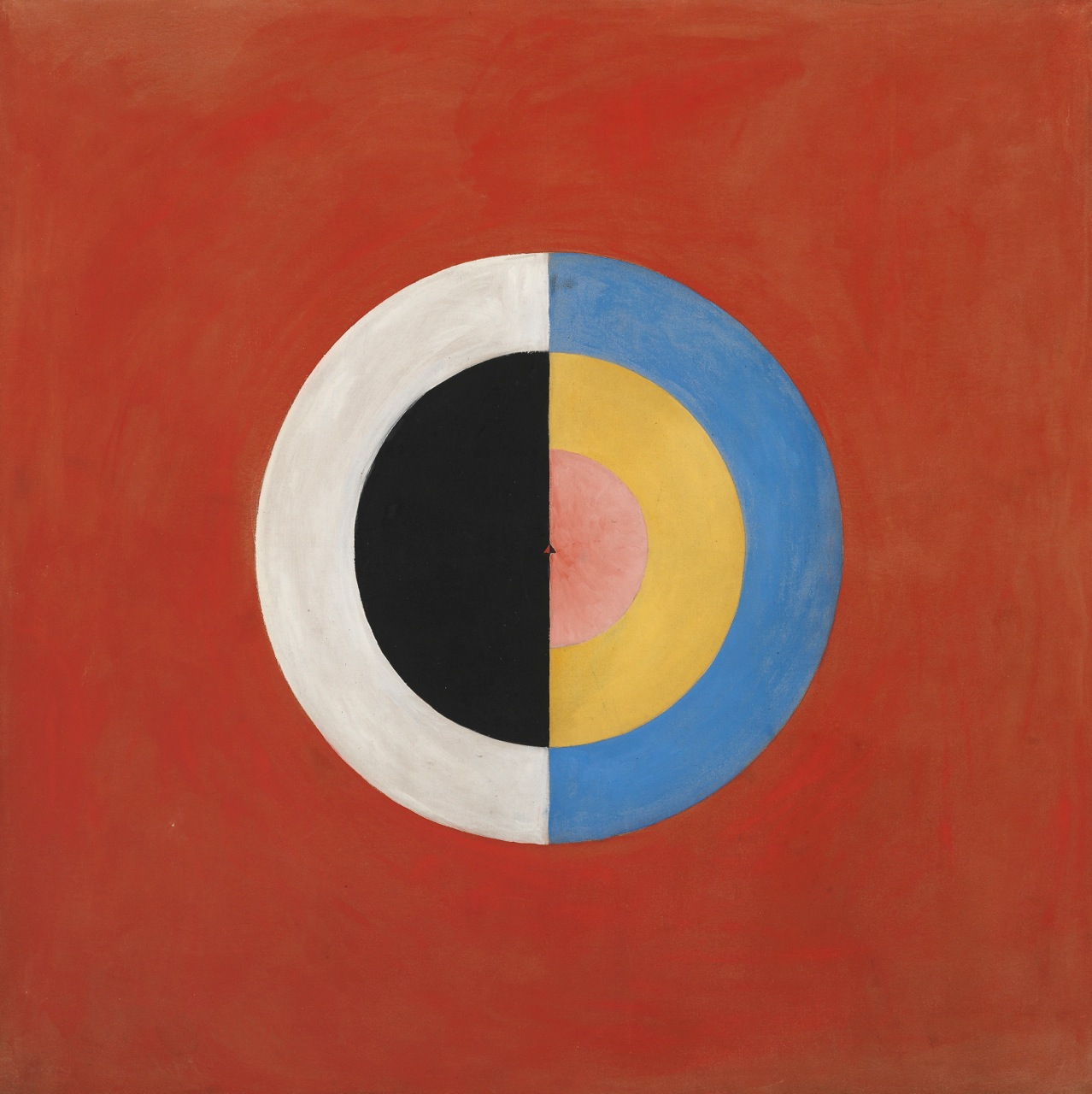
Hilma af Klint, Svanen (El Cisne), Nº. 17, Grupo IX, Serie SUW, Octubre de 1914 – Marzo de 1915. Esta obra abstracta nunca se exhibió durante la vida de Klint.
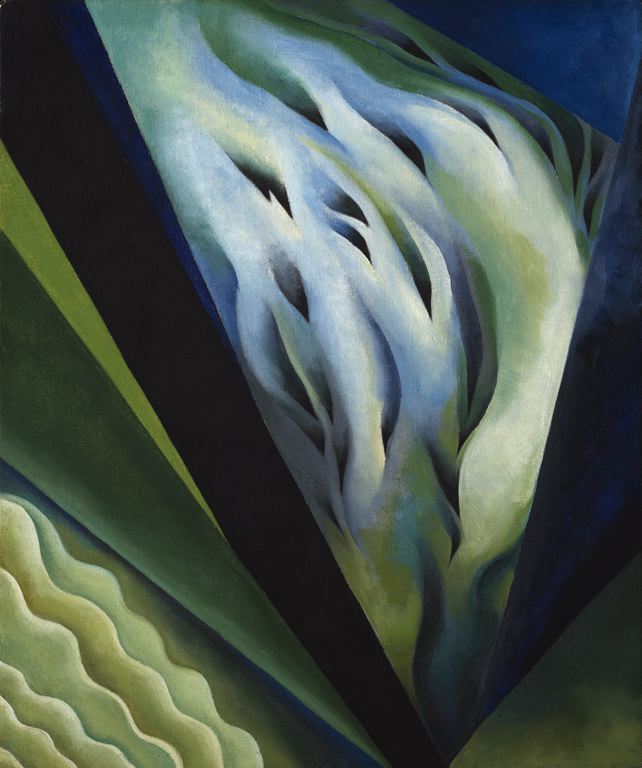
Georgia O'Keeffe, Música azul y verde, 1921, oleo sobre lienzo.
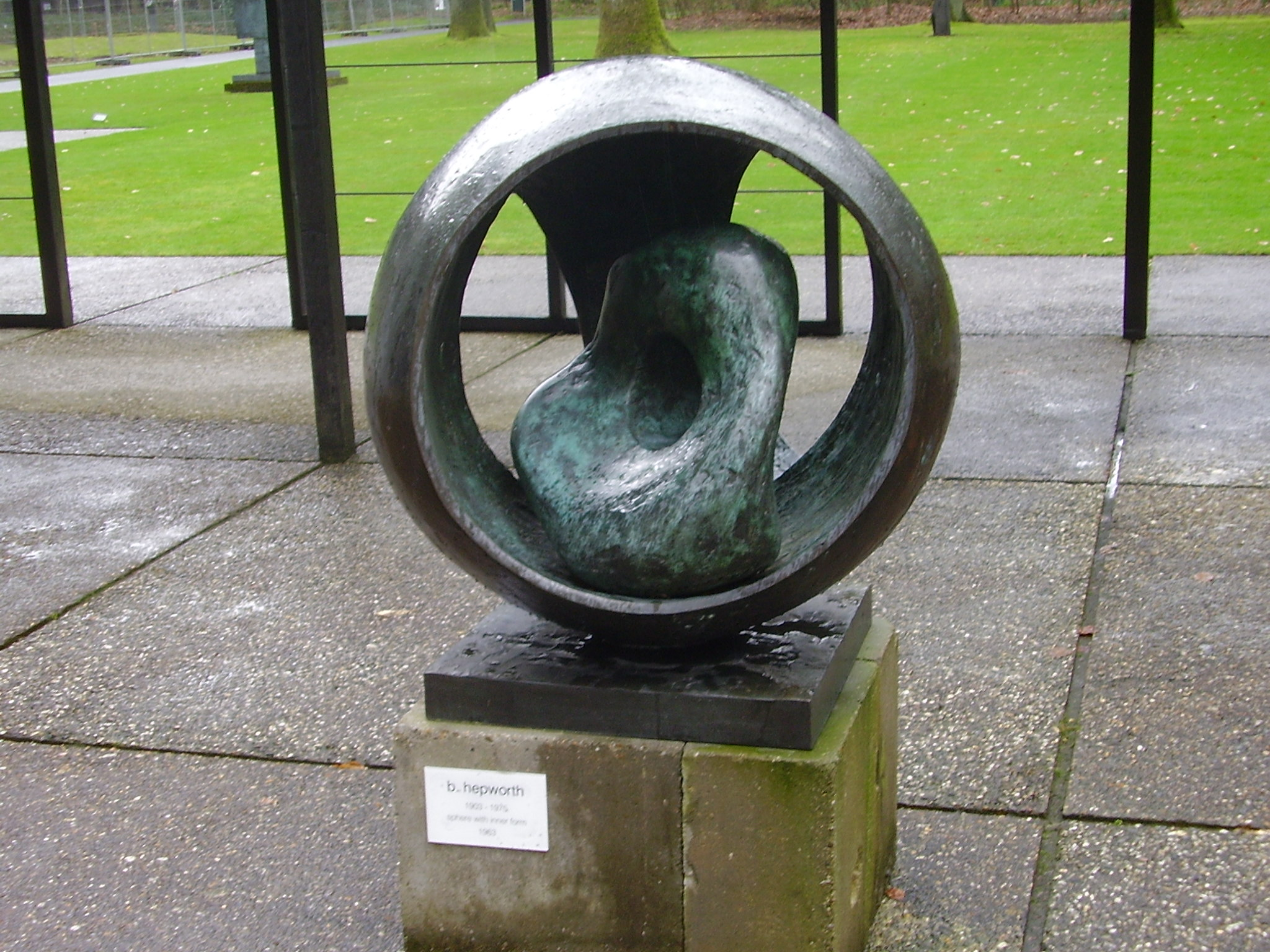
Barbara Hepworth, Esfera con forma interior, 1963, at the Kröller-Müller Museum, Otterlo, the Netherlands
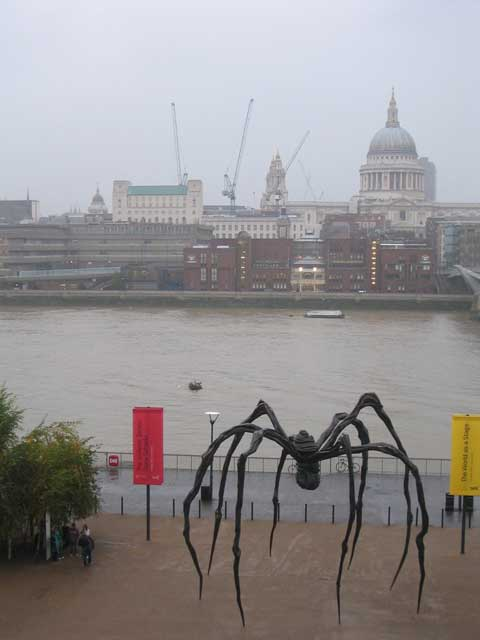
Louise Bourgeois Maman junto al Tamesis, Londres

Artistas famosas de este período:

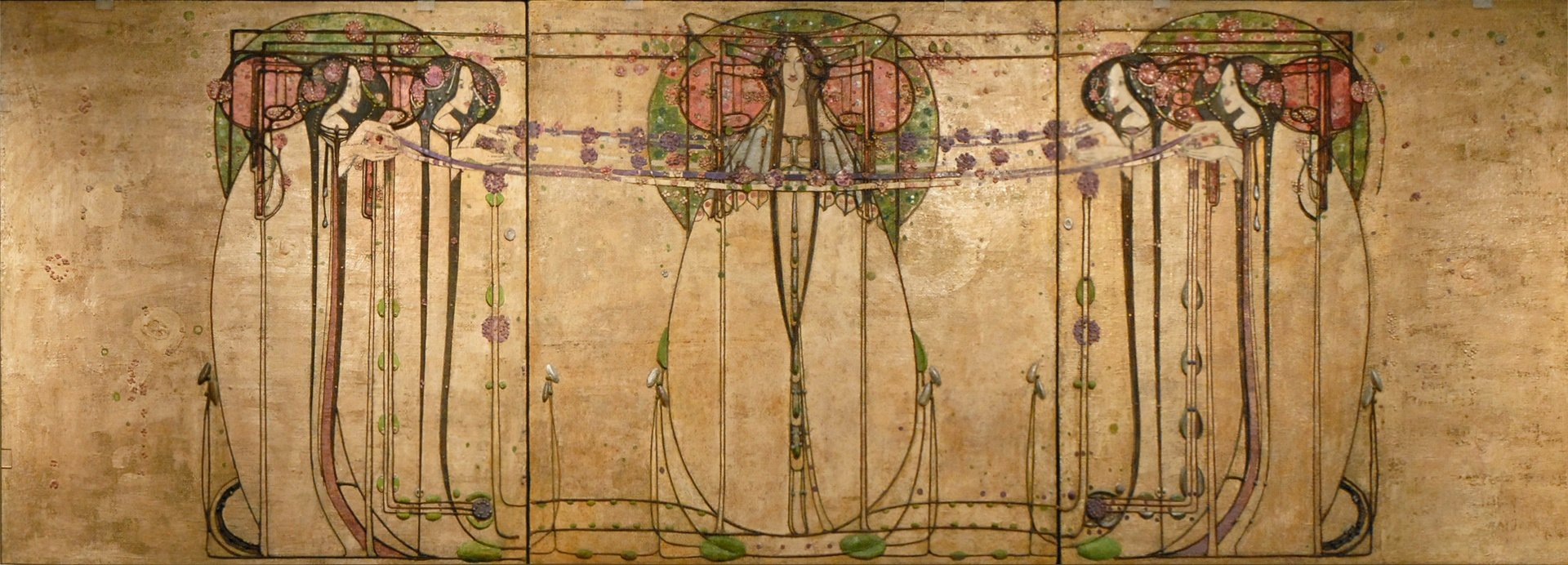
Margaret Macdonald Mackintosh, La reina de Mayo, 1900

Hannelore Baron, Vanessa Bell, Lee Bontecou, Louise Bourgeois, Romaine Brooks, Emily Carr, Leonora Carrington, Mary Cassatt, Elizabeth Catlett, Camille Claudel, Sonia Delaunay, Marthe Donas, Joan Eardley, Marisol Escobar, Dulah Marie Evans, Audrey Flack, Mary Frank, Helen Frankenthaler, Elisabeth Frink, Wilhelmina Weber Furlong, Françoise Gilot, Natalia Goncharova, Nancy Graves, Grace Hartigan, Barbara Hepworth, Eva Hesse, Sigrid Hjertén, Hannah Höch, Frances Hodgkins, Malvina Hoffman, Irma Hünerfauth, Margaret Ponce Israel, Gwen John, Elaine de Kooning, Käthe Kollwitz, Lee Krasner, Frida Kahlo, Laura Knight, Barbara Kruger, Marie Laurencin, Tamara de Lempicka, Séraphine Louis, Dora Maar, Maruja Mallo, Agnes Martin, Ana Mendieta, Joan Mitchell, Paula Modersohn-Becker, Gabriele Münter, Alice Neel, Louise Nevelson, Georgia O'Keeffe, Betty Parsons, Aniela Pawlikowska, Orovida Camille Pissarro, Irene Rice Pereira, Paula Rego, Bridget Riley, Verónica Ruiz de Velasco, Anne Ryan, Charlotte Salomon, Augusta Savage, Zofia Stryjeńska, Zinaida Serebriakova, Sarai Sherman, Henrietta Shore, Mary Stanisia, Marjorie Strider, Carrie Sweetser, Franciszka Themerson, Suzanne Valadon, Remedios Varo, Maria Helena Vieira da Silva, Nellie Walker, Marianne von Werefkin y Ogura Yuki.
- Hilma af Klint (1862-1944) fue una precursora de la pintora abstracta y la trabajó mucho antes que los expresionistas abstractos masculinos. Era sueca y exponía periódicamente sus pinturas realistas, pero sus obras abstractas no se presentaron hasta 20 años después de su muerte, a petición suya. Se consideraba espiritual y mística.[48]
- Margaret Macdonald Mackintosh (1865-1933) fue una artista escocesa cuyas obras ayudaron a definir el "estilo de Glasgow" de los años 1890 y principios del siglo XX. Colaboró a menudo con su esposo, el arquitecto y diseñador Charles Rennie Mackintosh, en trabajos influyentes en Europa. Exhibió con Mackintosh en la Secesión de Viena de 1900, donde se cree que su trabajo influyó a secesionistas como Gustav Klimt.[49]
- Annie Swynnerton (1844-1933) fue una pintora simbolista de retratos y paisajes, considerada por compañeros suyos, como John Singer Sargent y Edward Burne-Jones, una de las mejores y más creativas artistas de su época. Aun así, no se le permitió acceder a la educación artística convencional. Se mudó al extranjero para estudiar en la Academia Julian y pasó gran parte de su vida en Francia y Roma, donde se daban actitudes más liberales que le permitieron expresar una amplia gama temática en sus composiciones. Aun así, no fue reconocida formalmente en Gran Bretaña hasta 1923, a la edad de 76 años, cuando se convirtió en la primera mujer admitida en la Real Academia de Artes.[50][51]
- Wilhelmina Weber Furlong (1878-1962) fue una de las primeras modernistas estadounidenses en Nueva York Contribuyó significativamente al arte moderno estadounidense con su trabajo en la Liga de Estudiantes de Arte y el Whitney Studio Club.[52][53] Aleksandra Ekster y Liubov Popova fueron artistas constructivistas, cubo-futuristas y suprematistas muy conocidas y respetadas en Kiev, Moscú y París a principios del siglo XX. Entre otras, mujeres artistas destacadas en la vanguardia rusa fueron Natalia Goncharova, Varvara Stepanova y Nadezhda Udaltsova. Sonia Delaunay y su marido fundaron el orfismo.

En la era del art déco, Hildreth Meiere hacía mosaicos a gran escala y fue la primera mujer a quién se le otorgó la medalla de Bellas Artes del American Institute of Architects. Tamara de Lempicka, también de esta época, fue una pintora art déco de Polonia. Sor Mary Stanisia se convirtió en una destacada retratista, especialmente del clero. Georgia O'Keeffe nació a finales del siglo XIX. Se hizo conocida por sus pinturas de flores, huesos y paisajes de Nuevo México. En 1927, Mañana, de Dod Procter, fue votado Cuadro del Año en la exposición de verano de la Real Academia y el Daily Mail lo compró para la Tate Gallery. Debido a su popularidad se expuso en Nueva York y estuvo dos años de gira por Gran Bretaña. El surrealismo, un estilo artístico importante en las décadas de 1920 y 1930, contaba con varias artistas prominentes, como Leonora Carrington, Kay Sage, Dorothea Tanning y Remedios Varo. También había artistas atípicas, como la autodidacta británica, a menudo observadora cómica, Beryl Cook (1926-2008).
Entre las artistas de Europa central y oriental, cabe destacar a: Milein Cosman (1921-2017), Marie-Louise von Motesiczky (1906-1996), Else Meidner (1901-1987), Sanja Iveković (nacida en 1949) y Orshi Drozdik (nacida en 1946).

### Diseñadoras teatrales
Las artistas e ilustradoras gráficas, como la peculiar dibujante Claire Bretécher, han contribuido generosamente en su campo. A mayor escala, entre las diseñadoras teatrales destacan: Elizabeth Polunin, Doris Zinkeisen, Adele Änggård, Kathleen Ankers, Madeleine Arbour, Marta Becket, Maria Björnson, Madeleine Boyd, Gladys Calthrop, Marie Anne Chiment, Millia Davenport, Kirsten Dehlholm, Victorina Durán, Lauren Elder, Heidi Ettinger, Soutra Gilmour, Rachel Hauck, Marjorie B. Kellogg, Adrianne Lobel, Anna Louizos, Elaine J. McCarthy, Elizabeth Montgomery, Armande Oswald, Natacha Rambova, Kia Steave-Dickerson, Karen TenEyck y Donyale Werle.

### Fotógrafas

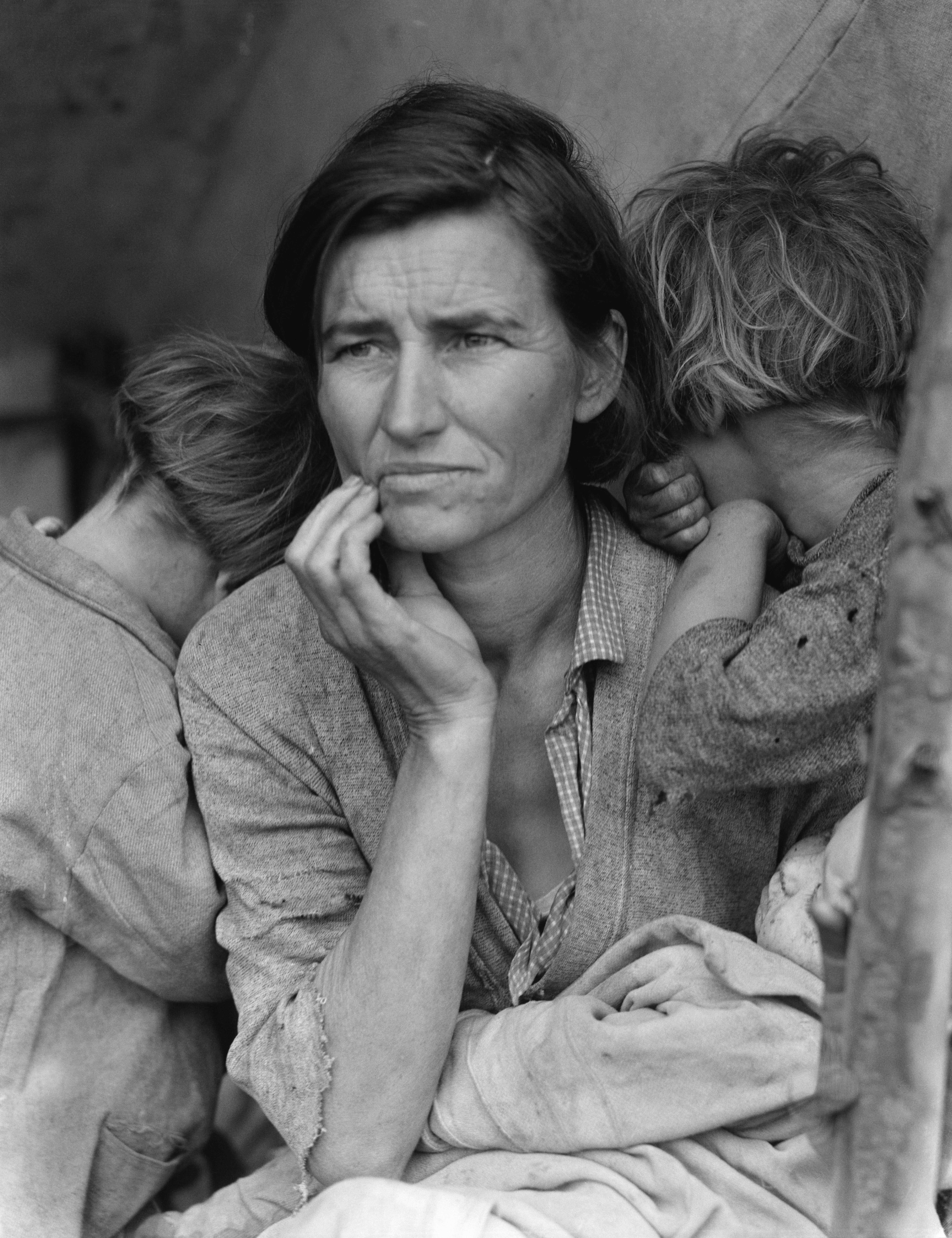
Dorothea Lange. Madre migrante, (Florence Owens Thompson, y su familia) c. 1936

Lee Miller redescubrió la solarización y se convirtió en fotógrafa de alta costura. Dorothea Lange documentó la Gran Depresión. Berenice Abbott creó imágenes de obras arquitectónicas y celebridades famosas y Margaret Bourke-White creó las fotografías industriales que aparecieron en la portada y en el artículo principal del primer número de la revista Life. Diane Arbus basó su fotografía en los marginados de la sociedad dominante. Las obras de Graciela Iturbide trataban sobre la vida mexicana y el feminismo, mientras que Tina Modotti produjo "iconos revolucionarios" de México en la década de 1920. La obra fotográfica de Annie Leibovitz se centró en el rock and roll y otros personajes célebres. Otras mujeres que han atravesado el techo de cristal son: Eve Arnold, Marilyn Silverstone e Inge Morath, de la agencia Magnum, Daphne Zileri, Anya Teixeira, Elsa Thiemann, Sabine Weiss y Xyza Cruz Bacani.

### Multimedia

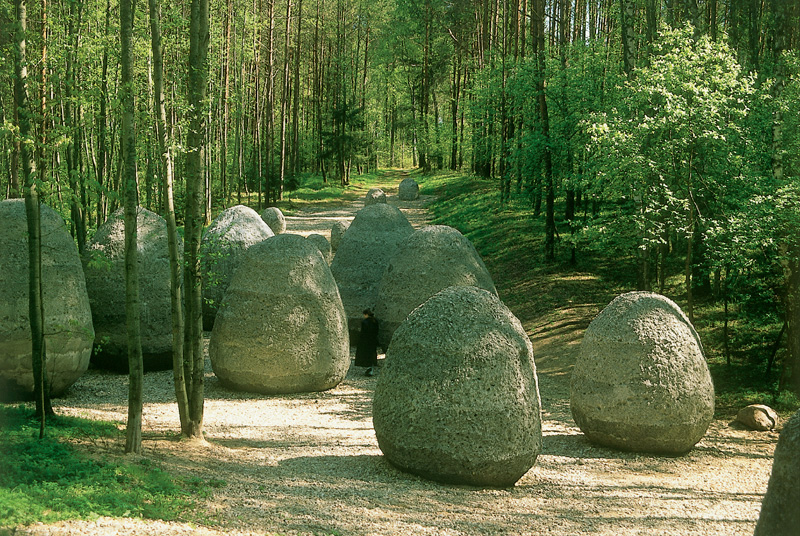
Magdalena Abakanowicz Europos parkas, Lithuania

Mary Carroll Nelson fundó la Society of Layerists in Multimedia (SLMM), cuyos artistas siguen la tradición de Emil Bisttram y el Grupo de Pintura Trascendental, así como a Morris Graves de la Escuela de Arte Visionario del Noroeste del Pacífico. En la década de 1970, Judy Chicago creó The Dinner Party, una obra muy importante de arte feminista. Helen Frankenthaler fue una pintora expresionista abstracta influenciada por Jackson Pollock. Lee Krasner fue otra artista expresionista abstracta, se casó con Pollock y estudió con Hans Hofmann. Elaine de Kooning fue alumna y luego esposa de Willem de Kooning, su estilo de pintura era figurativo abstracto. Anne Ryan hacía collages. Jane Frank, también alumna de Hans Hofmann, trabajó con técnica mixta sobre lienzo. En Canadá, Marcelle Ferron fue una exponente del automatismo.
A partir de la década de 1960, gracias al feminismo, aumentó el interés por las artistas y su estudio académico. Las historiadoras del arte Germaine Greer, Linda Nochlin y Griselda Pollock, la comisaria Jasia Reichardt y otras han hecho contribuciones notables. Algunas historiadoras del arte, como Daphne Haldin, han recopilado listas de mujeres artistas para compensar tantas historias centradas en los hombres, aunque muchos de estos esfuerzos siguen sin ser publicados. Figuras como Artemisia Gentileschi y Frida Kahlo se convirtieron en iconos feministas tras permanecer en una relativa oscuridad. Las Guerrilla Girls, un grupo anónimo de mujeres formado en 1985, fueron «la conciencia del mundo del arte». Hablaron sobre indiferencia y sobre las desigualdades del género y la raza, especialmente en el mundo del arte. Las Guerrilla Girls han hecho muchos carteles como forma de llamar la atención de la comunidad, normalmente de manera humorística, para concienciar y crear un cambio. En 1996 Catherine de Zegher dirigió una exposición de 37 grandes mujeres artistas del siglo XX. La exposición Inside the Visible, que viajó desde el ICA de Boston hasta el Museo Nacional de Mujeres Artistas de Washington, el Whitechapel de Londres y la Galería de Arte de Australia Occidental, en Perth, incluyó obras de artistas desde los años 30 hasta los años 90, como Claude Cahun, Louise Bourgeois, Bracha Ettinger, Agnes Martin, Carrie Mae Weems, Charlotte Salomon, Eva Hesse, Nancy Spero, Francesca Woodman, Lygia Clark, Mona Hatoum y la aclamada Magdalena Abakanowicz, que usaba telas en sus montajes, entre otras.

### Cerámica
El resurgimiento a finales del siglo XIX de la creación de objetos de arte cerámico en Japón y Europa se conoce como cerámica de estudio, aunque abarca esculturas y también teselas, los cubos de mosaico que se remontan a Persia del tercer milenio a. C. Varias influencias contribuyeron al surgimiento de la cerámica de estudio: la cerámica artística en la obra de los hermanos Martin y William Moorcroft, el movimiento Arts and Crafts, la Bauhaus y el redescubrimiento de la cerámica artesanal tradicional y la excavación de grandes cantidades de cerámica Song en China.
Las tendencias principales en la cerámica de estudio británica en el siglo XX están representadas tanto por hombres como por mujeres: Bernard Leach, William Staite Murray, Dora Billington, Lucie Rie y Hans Coper. Leach (1887-1979) estableció un estilo de cerámica, la vasija ética, fuertemente influenciado por las formas chinas, coreanas, japonesas y de la Inglaterra medieval. Su estilo dominaba la cerámica de estudio británica a mediados del siglo XX. La influencia de Leach fue especialmente difundida por su libro A Potter's Book y por el sistema de aprendices que organizó en su alfarería de St. Ives, en Cornualles.
Otras artistas cerámicas ejercieron su influencia gracias a sus cargos en escuelas de arte. Dora Billington (1890-1968) estudió en la Hanley School of Art, trabajó en la industria de la cerámica y se convirtió en jefa de cerámica en la Central School of Arts and Crafts. Trabajó con materiales que Leach no trabajaba, por ejemplo, la loza recubierta con estaño, e influenció a alfareros como William Newland, Katherine Pleydell-Bouverie y Margaret Hine.
Desde la década de 1960 nace una nueva generación de alfareros, influida por la Camberwell College of Art y la Escuela Central de Arte y Diseño, con artistas como Alison Britton, Ruth Duckworth y Elizabeth Fritsch, que comenzaron a hacer pruebas con objetos cerámicos abstractos, superficies variadas y efectos con el esmalte que agradaron a la crítica. Elizabeth Fritsch tiene obras en importantes colecciones y museos de todo el mundo. Además, la reputación de los ceramistas británicos ha atraído talento de todo el mundo y ha producido grandes artistas. Entre ellos destacan: la india Nirmala Patwardhan, la keniana Magdalene Odundo y la iraní Homa Vafaie Farley.
Al igual que en Gran Bretaña, la cerámica fue fundamental para el movimiento Arts and Crafts de Estados Unidos a finales del siglo XIX y principios del siglo XX. Charles Fergus Binns, primer director de la New York State School of Clay-Working and Ceramics de la Universidad de Alfred, fue una influencia importante. Algunos alfareros de Estados Unidos adoptaron el enfoque de la cerámica de estudio emergente en Gran Bretaña y Japón. Artistas europeos y de todo el mundo que viajan a Estados Unidos han contribuido al reconocimiento público de la cerámica como arte, como Marguerite Wildenhain, Maija Grotell, Susi Singer y Gertrud Natzler y Otto Natzler. Entre los alfareros de estudio más importantes de Estados Unidos destacan Otto y Vivika Heino, Beatrice Wood y Amber Aguirre.
Mientras tanto, en los menguantes bosques primitivos de la región africana de los Grandes Lagos, en el Valle del Rift, hay un pueblo que se aferra a su modo de vida ancestral. Son los twa, uno de los pueblos más marginados del mundo, cuyas mujeres (y ocasionalmente algún hombre) continúan la costumbre de hace siglos de hacer cerámica que se usa en trueques con campesinos y pastores de la región. Sus creaciones van de simples a muy elaboradas.

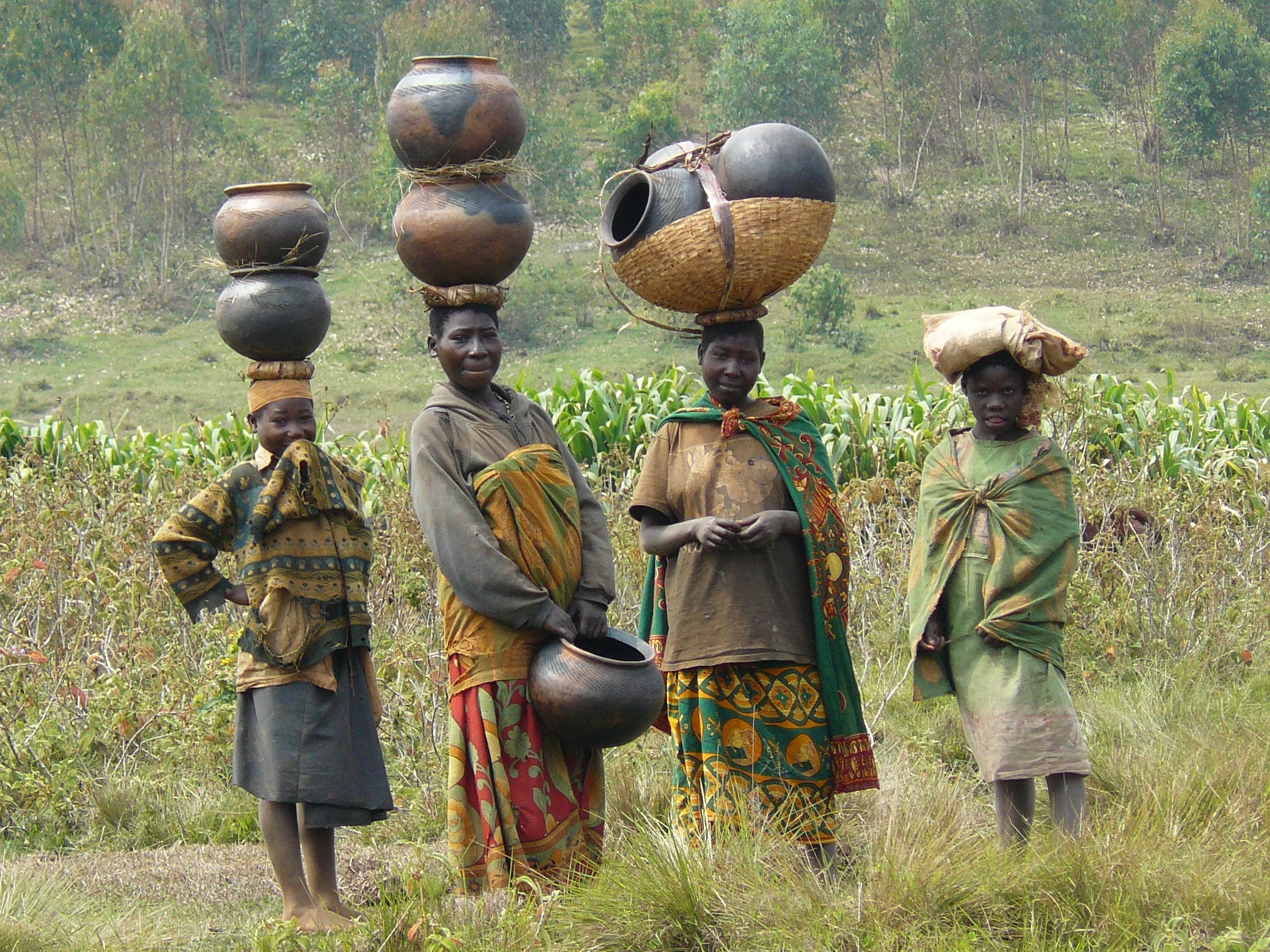
Mujeres twa con cerámica tradicional.
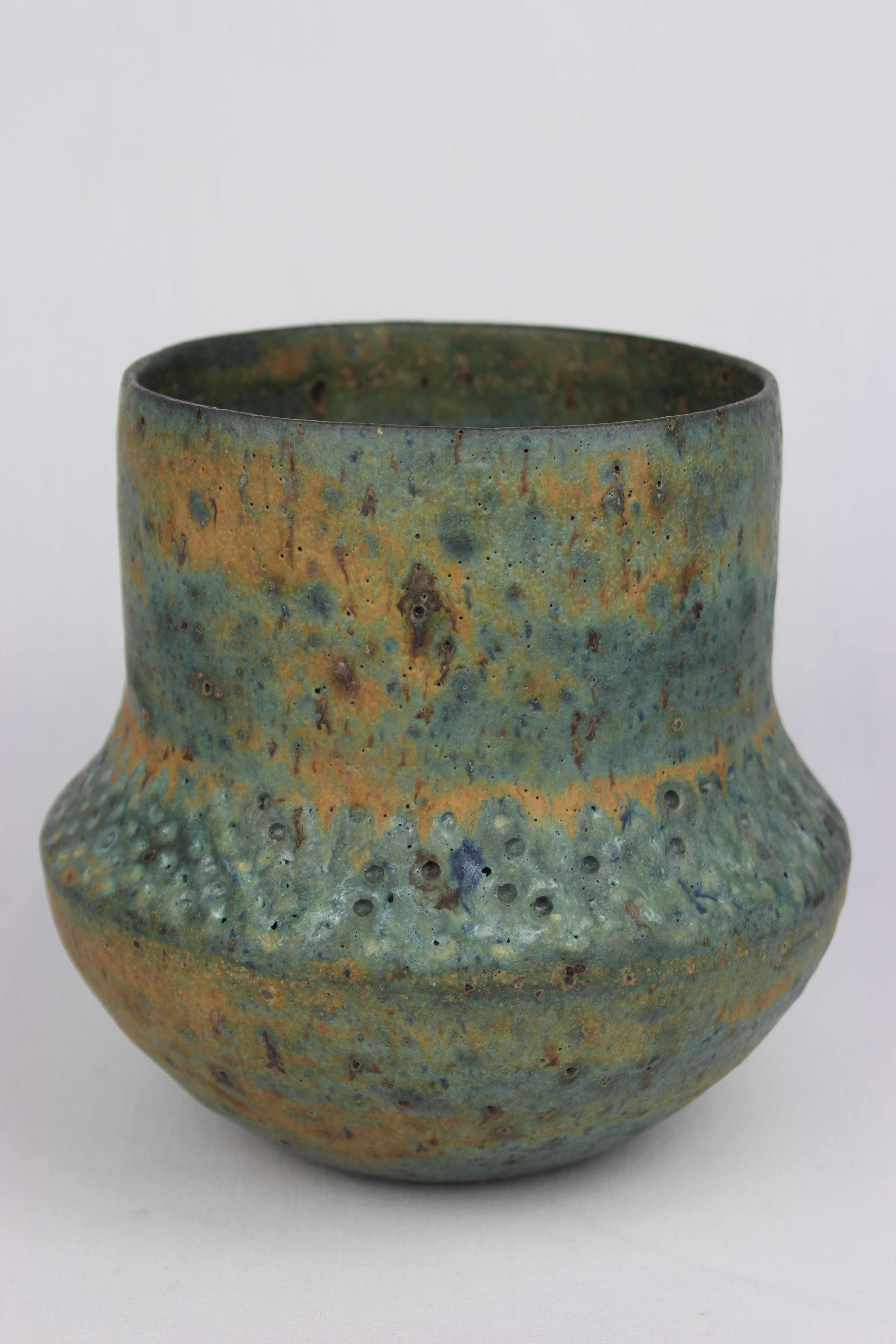
Vase thrown by Lucie Rie
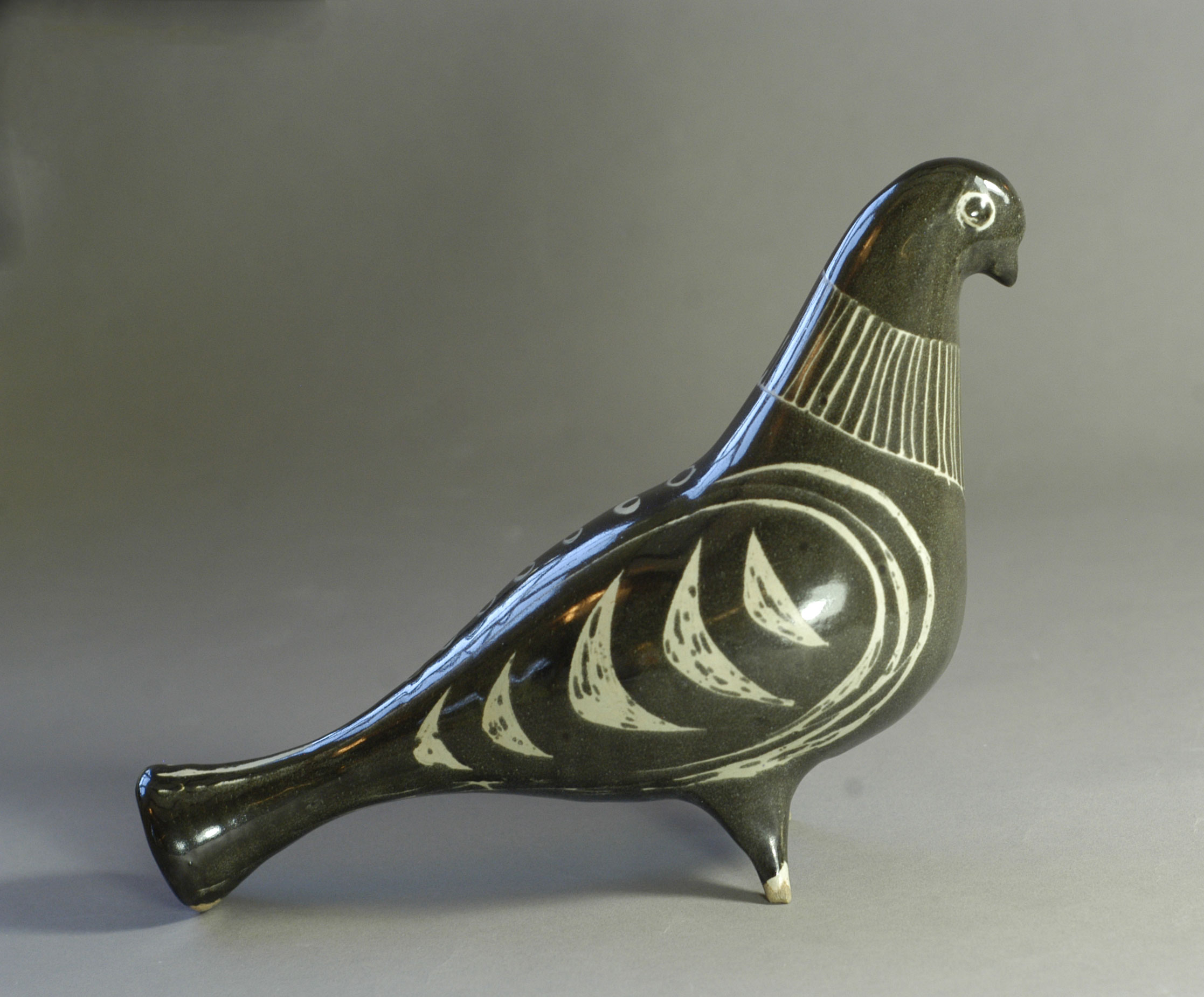
Pájaro de cerámica por Margaret Hine, en 1950. Glazed stoneware with sgraffito decoration
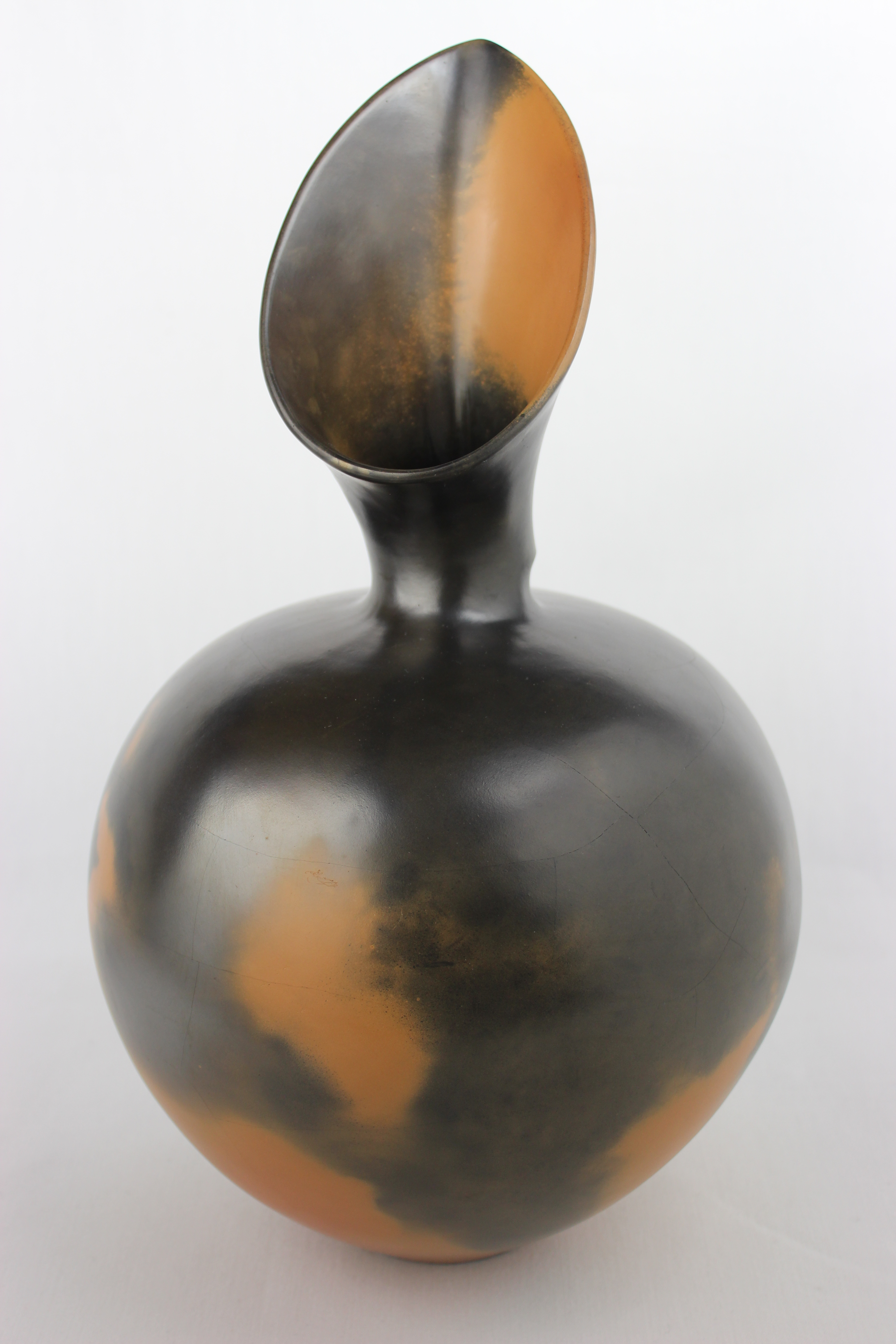
Magdalene Odundo's thrown burnished pot

## Artistas contemporáneas

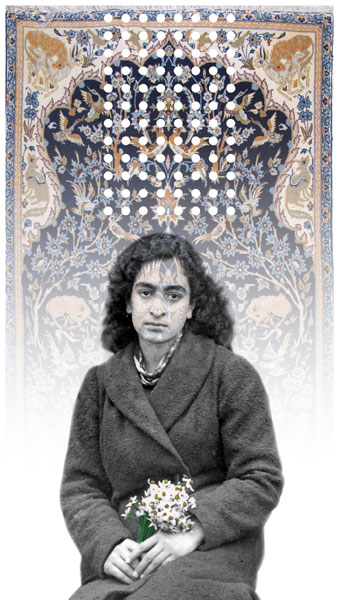
Samira Alikhanzadeh, N.º.7 Serie La alfombra persa-impresión digital en perspex, Alfombra Borchalou y fragmentos de espejo en tabla, 2011 (Assar Art Gallery) Tehran

En 1993 Rachel Whiteread fue la primera mujer en ganar el premio Turner de la Tate Gallery. Gillian Wearing ganó el premio en 1997, cuando todas las nominadas fueron mujeres. Las otras nominadas fueron Christine Borland, Angela Bulloch y Cornelia Parker. En 1999 los medios de comunicación dieron mucho protagonismo a Tracey Emin por su obra My Bed, pero no ganó. En 2006 el premio fue otorgado a la pintora abstracta Tomma Abts. En 2001 se organizó una conferencia llamada «Mujeres artistas del milenio» en la Universidad de Princeton. En 2006 se publicó un libro con ese mismo nombre, donde importantes historiadoras del arte, como Linda Nochlin, analizan a prominentes artistas, como Louise Bourgeois, Yvonne Rainer, Bracha Ettinger, Sally Mann, Eva Hesse, Rachel Whiteread y Rosemarie Trockel. Otras artistas contemporáneas de renombre internacional son Magdalena Abakanowicz, Marina Abramović, Jaroslava Brychtova, Lynda Benglis, Lee Bul, Sophie Calle, Janet Cardiff, Li Chevalier, Marlene Dumas, Orshi Drozdik, Marisol Escobar, Jenny Holzer, Runa Islam, Chantal Joffe, Karen Kilimnik, Sarah Lucas, Yoko Ono, Tanja Ostojić, Jenny Saville, Carolee Schneeman, Cindy Sherman, Shazia Sikander, Lorna Simpson, Lisa Steele, Stella Vine, Kara Walker, Rebecca Warren, Bettina Werner y Susan Dorothea White.
Los cuadros, collages, esculturas blandas, actuaciones y montajes medioambientales de la artista japonesa Yayoi Kusama tienen en común su obsesión con la repetición, los patrones y la acumulación. Su obra muestra algunas características del feminismo, del minimalismo, del surrealismo, del arte marginal, del arte pop y del expresionismo abstracto mezcladas con contenido autobiográfico, psicológico y sexual. Se describe a sí misma como una «artista obsesiva». En noviembre de 2008 la casa de subastas Christie”s de Nueva York vendió su cuadro No. 2 de 1959 por 5 100 000 dólares estadounidenses, el precio récord en 2008 por una obra de una artista viva. Durante 2010-2011, el Centro Pompidou de París presentó su selección de artistas contemporáneas en una exposición de tres volúmenes llamada elles@Centrepompidou. El museo mostró obras de importantes mujeres artistas de su propia colección. En 2010 Eileen Cooper fue elegida como la primera mujer 'Comisaria de la Real Academia'. 1995 vio cómo Elizabeth Blackadder, que había sido nombrada Oficial de la Orden del Imperio Británico en 1982, fue, en 300 años de historia, la primera «pintora de Su Majestad en Escocia».
Un género interesante del arte femenino es el arte medioambiental. En diciembre de 2013 el directorio de mujeres ecoartistas enumeró a 307 artistas medioambientales, como Marina DeBris, Vernita Nemec y Betty Beaumont. DeBris usa basura de la playa para concienciar sobre la contaminación de las playas y los océanos y educar a los niños sobre la basura en la playa. Nemec usó hace poco correos basura para demostrar la complejidad de la vida moderna. Beaumont ha sido descrita como pionera del arte medioambiental y utiliza el arte para desafiar nuestras creencias y acciones.

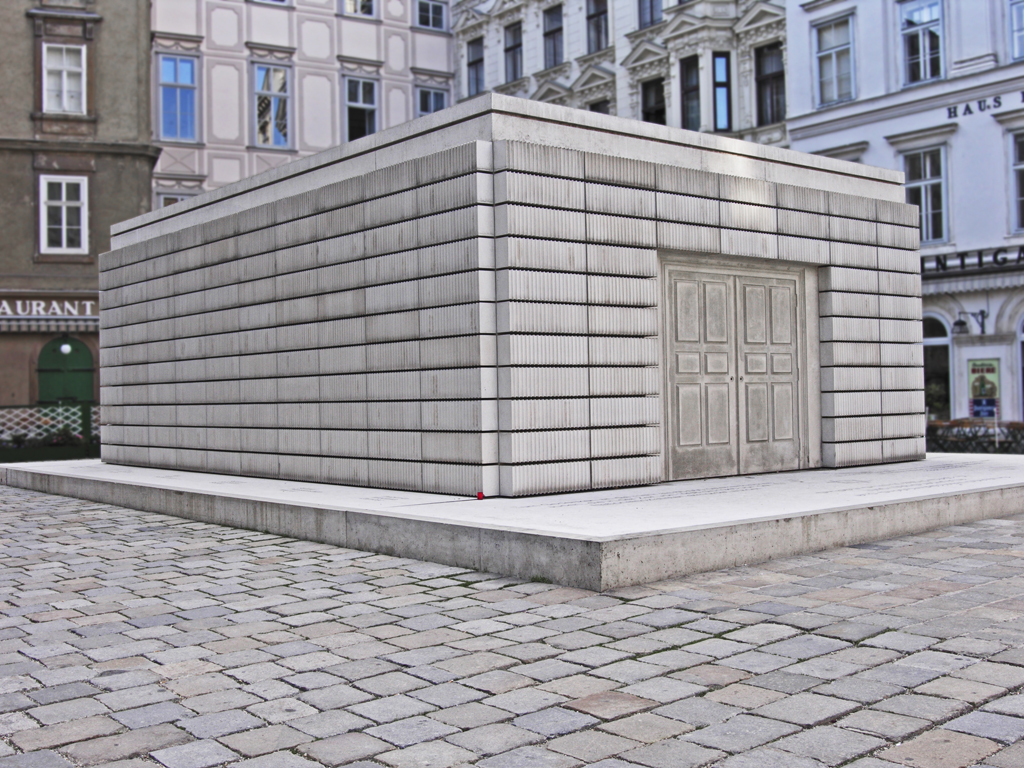
Rachel Whiteread, Holocaust Monument, 2000, Judenplatz, Viena
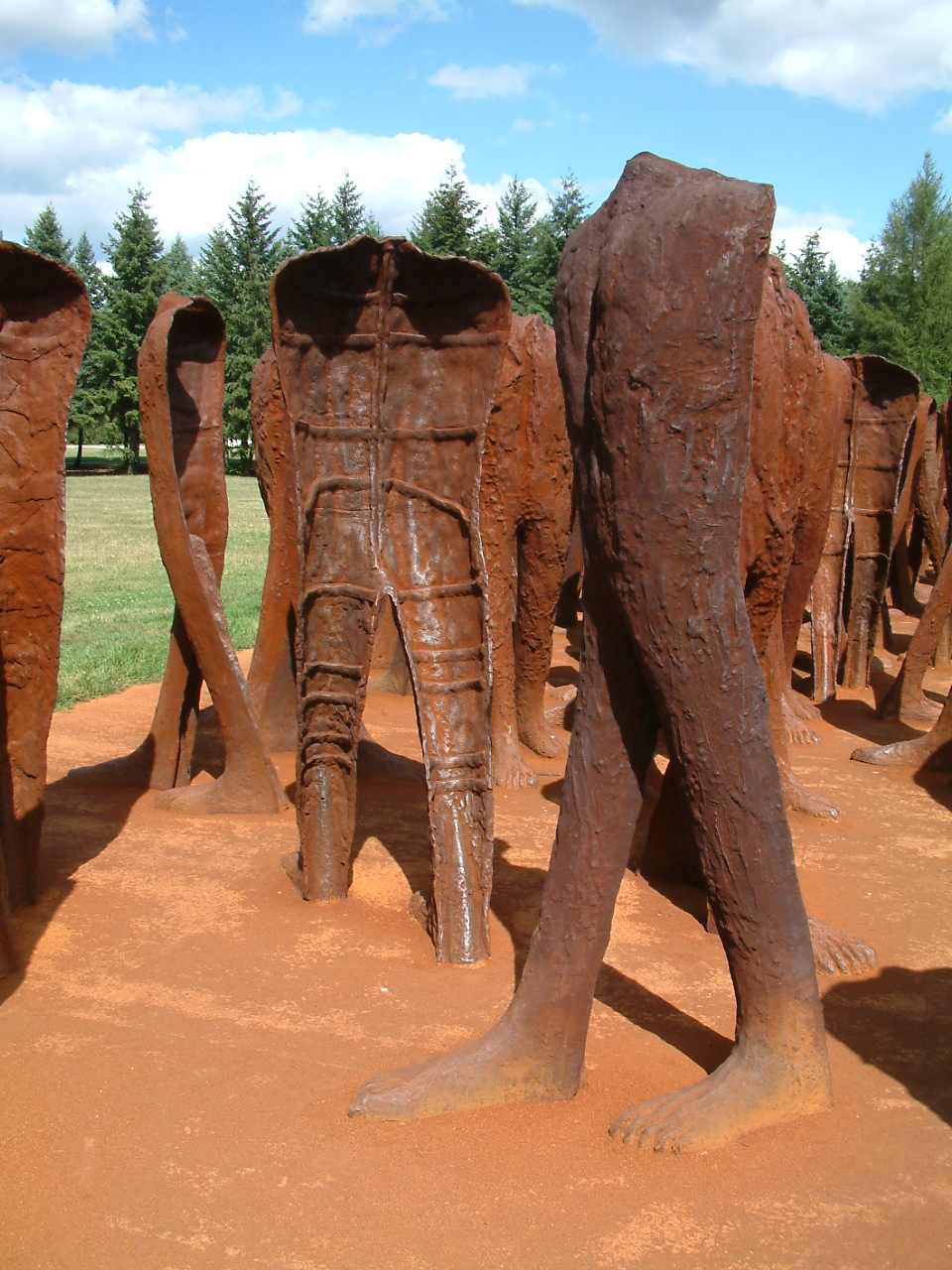
Magdalena Abakanowicz, Nierozpoznani ("The Unrecognised Ones"), 2002, in the Cytadela
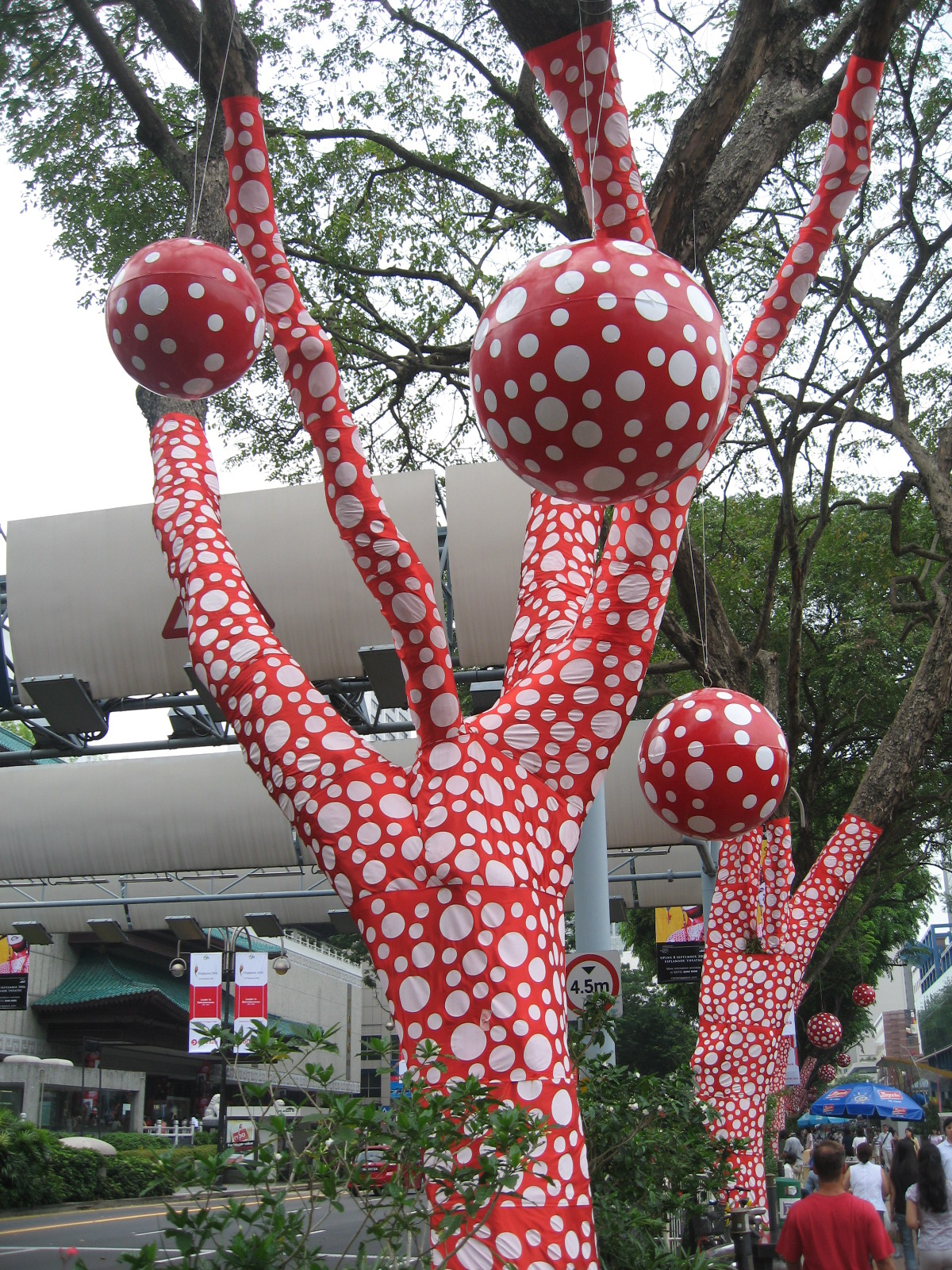
Yayoi Kusama, Ascension of Polkadots on the Trees at the Singapore Biennale, 2006
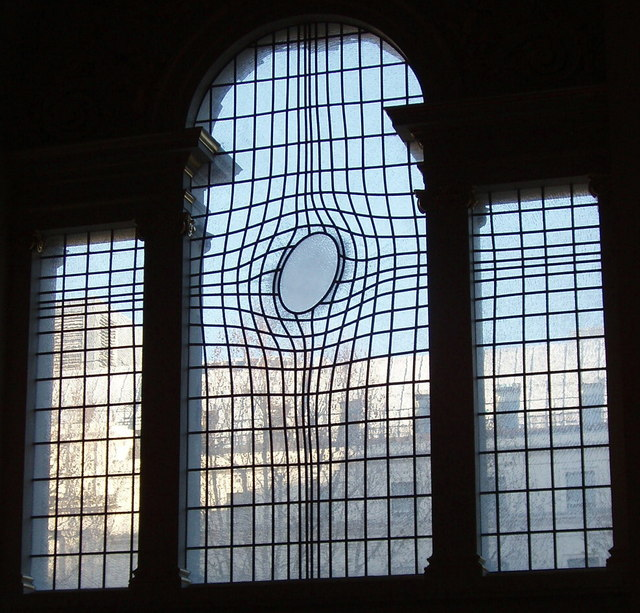
Shirazeh Houshiary, East window St Martin-in-the-Fields, London
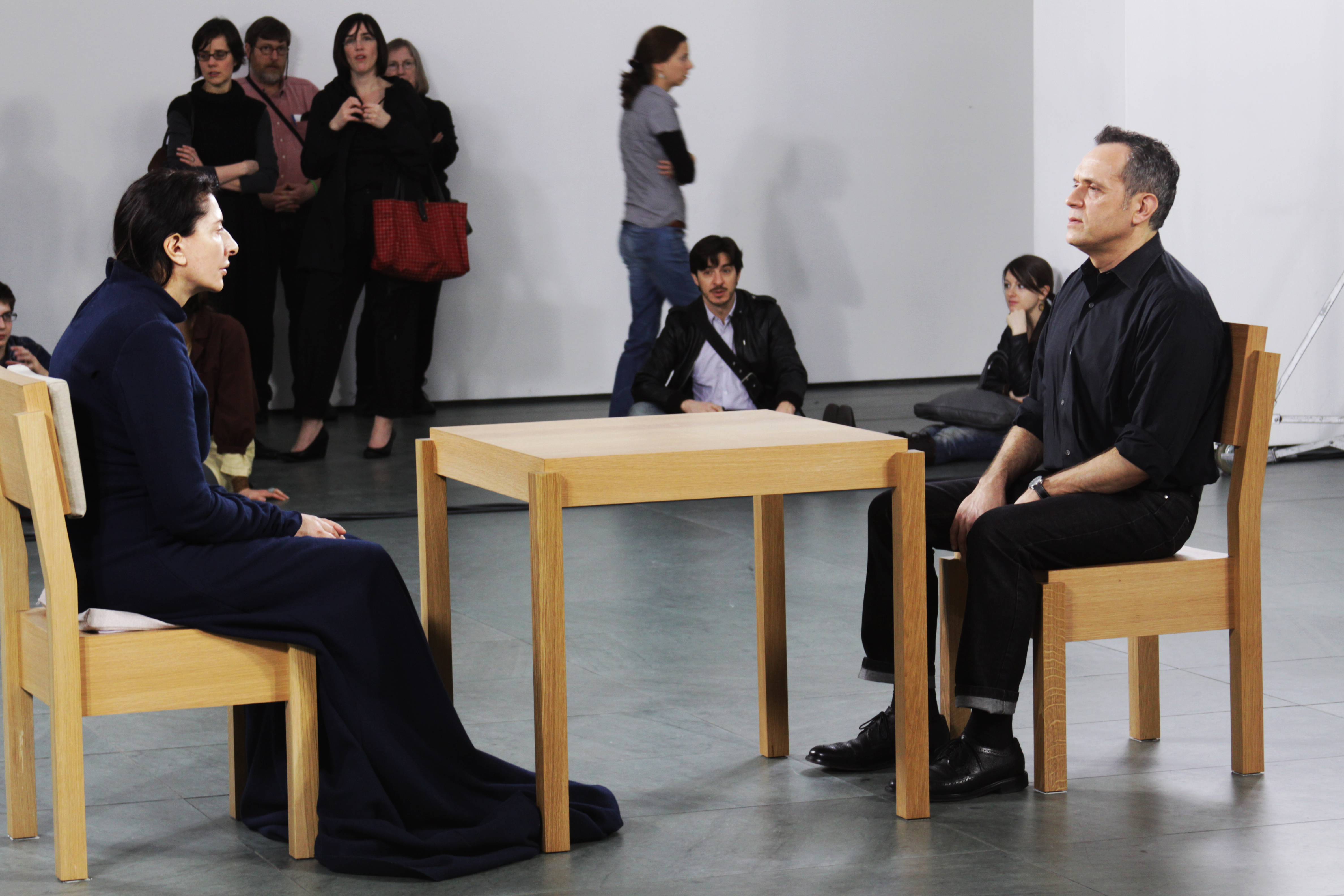
Marina Abramović performing in The Artist is Present at the Museum of Modern Art, May 2010

## Tergiversación de la historia del arte
Las artistas han sido con frecuencia mal representadas en los relatos históricos, tanto con intención como sin ella. Las costumbres sociopolíticas de cada época a menudo imponen estas tergiversaciones. Hay una serie de problemas detrás de esto, como por ejemplo:

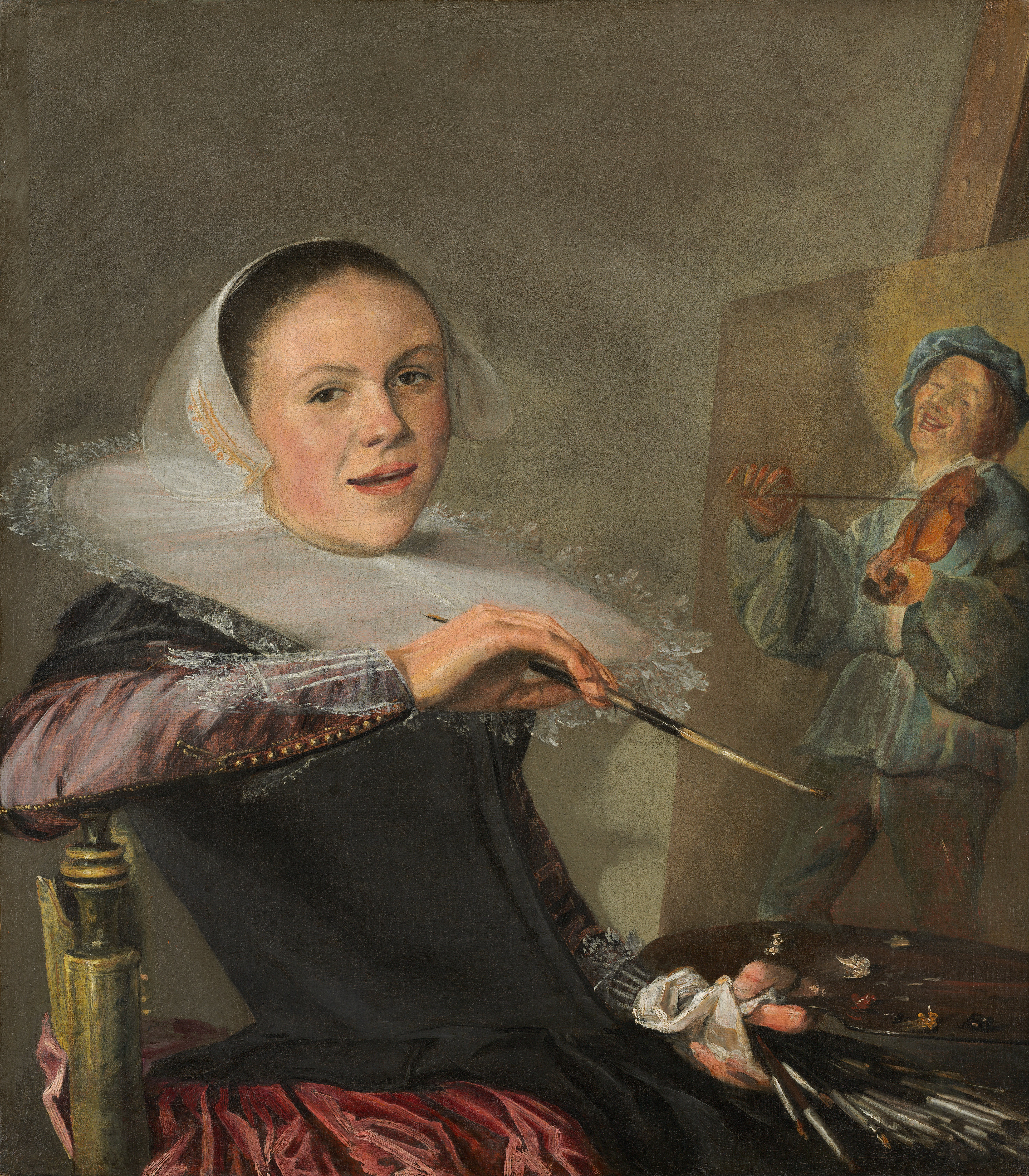
Judith Leyster, Autorretrato, 1630, National Gallery of Art, Washington D. C.

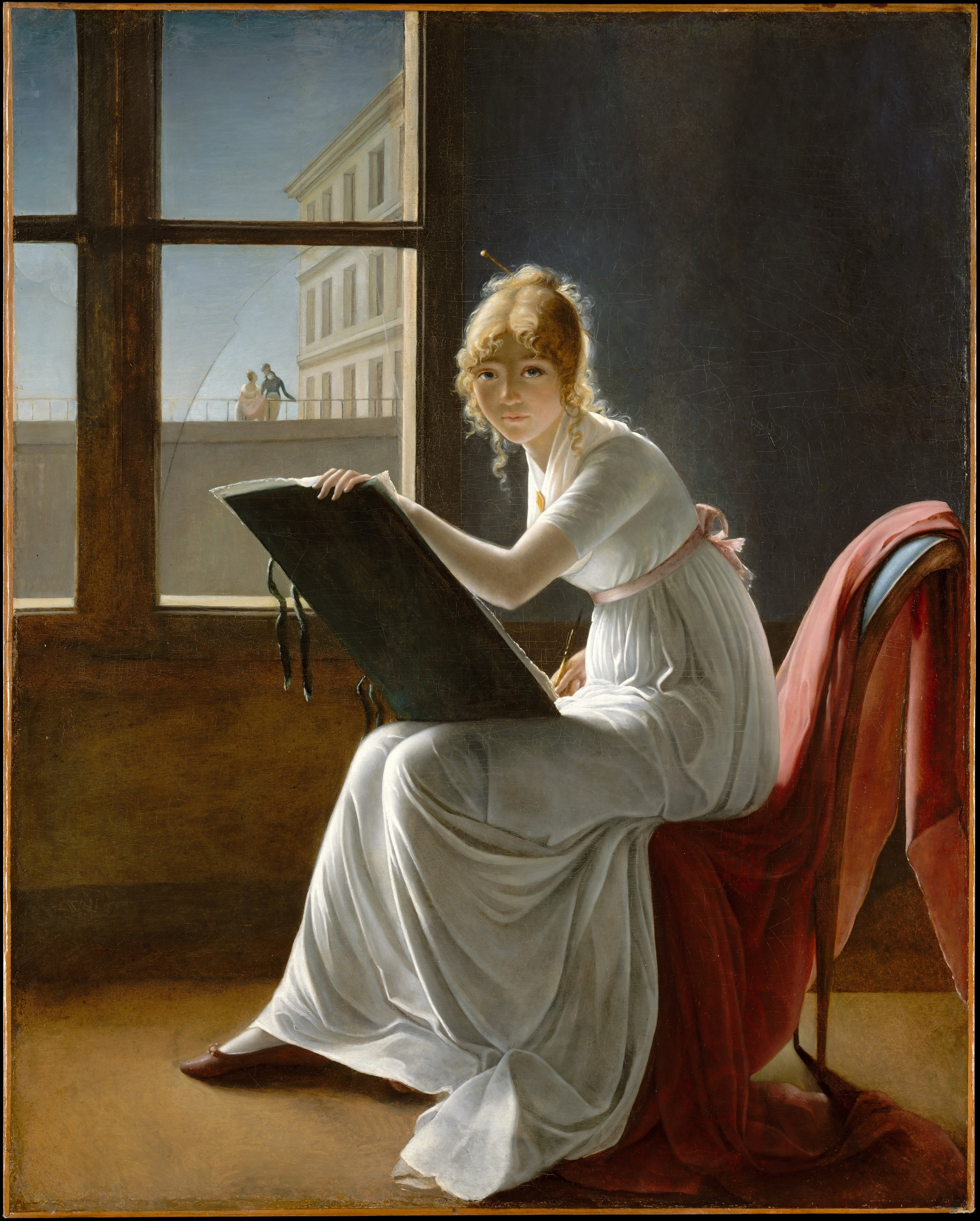
Marie-Denise Villers, Joven mujer pintando, 1801, Metropolitan Museum of Art

- La escasez de información biográfica.

- El anonimato: las artistas solían ser más activas en expresiones artísticas que normalmente no se firmaban. Durante la Alta Edad Media ilustrar manuscritos era una tarea de monjes y monjas por igual.[77]

- Los gremios de pintores: en la Edad Media y el Renacimiento, muchas mujeres trabajaban en talleres. Estas mujeres trabajaban bajo el auspicio de un jefe hombre, muy a menudo su padre. Hasta el siglo XII no hay registrado ningún taller dirigido por una mujer, hasta que las viudas pudieron asumir la posición de su marido fallecido.[78] A menudo las reglas de los gremios impedían a las mujeres alcanzar los rangos necesarios para llegar a maestras,[79][80] de modo que se mantenían en niveles «no oficiales».
- La adopción de apellidos: la convención por la cual las mujeres adoptan el apellido de sus maridos impide que se investigue sobre obras de mujeres, especialmente en los casos en que una obra de origen desconocido está firmada solo con una inicial y un apellido. Incluso las declaraciones biográficas más simples pueden ser engañosas. Por ejemplo, se podría decir que Jane Frank nació en 1918, pero en realidad su nombre de nacimiento fue Jane Schenthal. Jane «Frank» no existiría hasta más de veinte años después.[81] Ejemplos como este crean discontinuidad en la identidad de las artistas.
- La identidad equivocada y la atribución incorrecta: en los siglos XVIII y XIX, el trabajo de las mujeres a menudo fue reasignado. Algunos marchantes sin escrúpulos llegaron incluso a alterar firmas, como en el caso de algunas pinturas de Judith Leyster (1630) que fueron atribuidas a Frans Hals.[82][83][84] Marie-Denise Villers (1774-1821) fue una pintora francesa especializada en retratos. Villers era alumna del pintor francés Girodet. El cuadro más famoso de Villers, Mujer joven pintando (1801), está expuesto en el Museo Metropolitano de Arte. El cuadro fue en un principio atribuido a Jacques-Louis David, pero más tarde se constató la autoría de Villers.

### Mujeres en el arte marginal

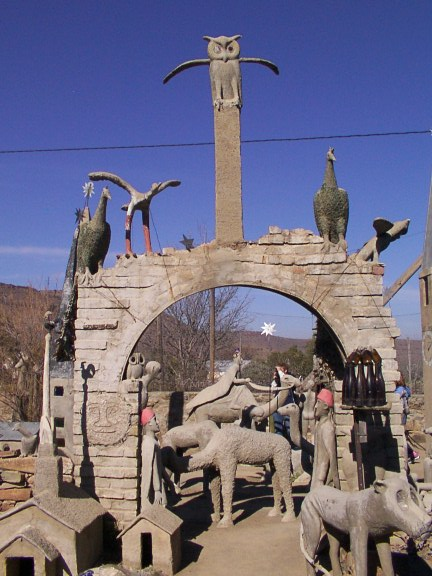
Helen Martins, Owl House

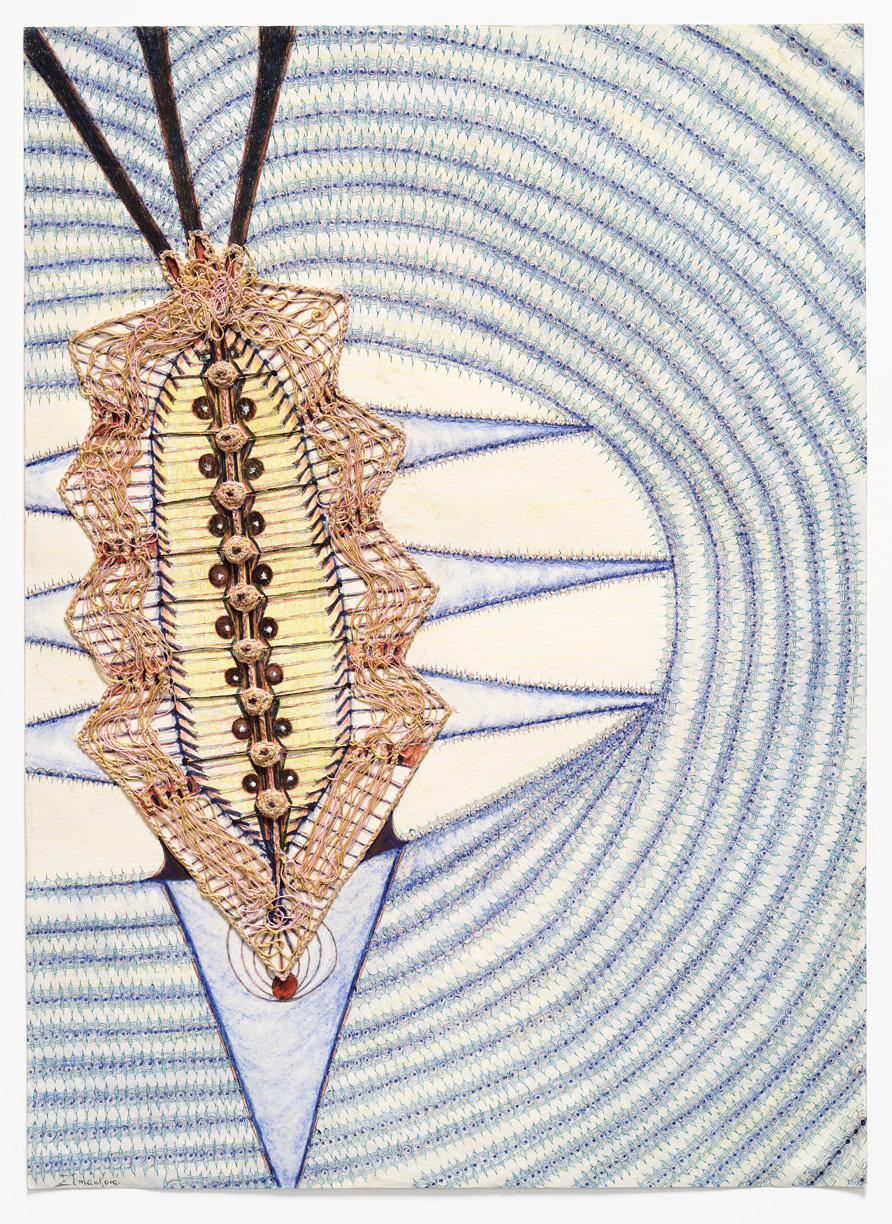
Anna Zemánková, Sin título, 1960s

El concepto de arte marginal surgió en el siglo XX cuando los principales especialistas, coleccionistas y críticos comenzaron a considerar la expresión artística de las personas sin una formación artística convencional. Entre ellos estarían los autodidactas, niños, artistas populares de todo el mundo y presos de instituciones mentales. Entre los primeros en estudiar este enorme y casi inexplorado espacio artístico fueron los miembros del grupo Der Blaue Reiter en Alemania, seguidos posteriormente por el artista francés Jean Dubuffet. Algunas representantes conocidas del art brut, la expresión francesa para el arte marginal, son:
- Holly Farrell, artista autodidacta canadiense del siglo XXI, cuyas pinturas incluyen la serie Barbie & Ken, es considerada una artista marginal.[85]
- Madge Gill (1882-1961) fue una artista espiritista inglesa que hizo miles de dibujos «guiada» por un espíritu al que llamó «Myrninerest» (mi descanso interno).
- Annie Hooper (1897-1986), escultora de arte visionario religioso de Buxton, Carolina del Norte, que creó casi 5000 esculturas que representan escenas bíblicas. Su trabajo está ahora en la colección permanente de la Universidad Estatal de Carolina del Norte.
- Georgiana Houghton (1814-1884), una médium espiritista británica, conocida por sus visionarios «dibujos espirituales», que consisten en complejas acuarelas abstractas.
- Mollie Jenson (1890-1973) creó una serie de esculturas de hormigón a gran escala cubiertas de mosaicos en River Falls, Wisconsin.
- Susan Te Kahurangi King (nacida en 1951) es una artista neozelandesa cuya capacidad de hablar disminuyó a los cuatro años y dejó de hablar completamente a los ocho. King, autista con síndrome del sabio, ha creado minuciosamente todo un mundo paralelo mediante dibujos fantásticos usando bolígrafo, carboncillo, lápices de colores, ceras, y tinta. Dibujó prolíficamente hasta principios de la década de los 1990 y luego, sin motivo, dejó de dibujar repentinamente. King retomó el dibujo en 2008 durante la grabación de un documental sobre su obra artística.
- Halina Korn (1902-1978) fue una polaca de ascendencia judía que se estableció en Londres durante la Segunda Guerra Mundial. Originalmente era escritora y se casó con el artista Marek Zulawski. Comenzó a esculpir y pintar a una edad ya avanzada. Pintaba escenas cotidianas y expuso en Inglaterra, Escocia, Estados Unidos y Polonia.[86]
- Maud Lewis (1903-1970) fue una artista tradicional canadiense. Lewis pintaba luminosas escenas de la vida rural de Nueva Escocia en objetos encontrados como tablas, materiales de construcción, etc.
- Helen Martins (1897-1976) convirtió la casa que heredó de sus padres en Nieu-Bethesda, Sudáfrica, en un marco fantástico decorado con esculturas de vidrio roto y cemento. La casa es conocida como La casa del búho.
- «Abuela Moses» (1860-1961) es, en opinión de muchos, una pintora de arte popular.
- Judith Scott (1943-2005) nació sorda y con síndrome de Down. Después estar internada durante 35 años asistió al centro artístico Creative Growth (centro para artistas con discapacidades en Oakland, California) y se convirtió en una escultora en fibra de renombre internacional.
- Anna Zemánková (1908-1986) fue una pintora, redactora, delineante y artista de pastel autodidacta checa. Su trabajo formó parte de una exposición grupal en la galería Hayward de Londres en 1979, y dieciocho de sus piezas fueron expuestas en 2013 en la Bienal de Venecia.[87]